# Lista de asteroides (262001-263000)
Esta é uma lista parcial de asteroides, do asteroide número 262001 até o 263000, inclusive. Veja também o índice com todas as listas disponíveis.

| Objeto Próximos à Terra | Cinturão de asteroides (interno) | Cinturão de asteroides (externo) | Centauro       |
| Cruzador de Marte       | Cinturão de asteroides (meio)    | Troianos de Júpiter              | Transnetuniano |

Veja mais dados de cada asteroide na ligação externa para o Minor Planet Center na última coluna.
Índice: 262001... 262101... 262201... 262301... 262401... 262501... 262601... 262701... 262801... 262901... 

## 262001–262100
| Designação | Designação | Descoberta  | Descoberta        | Descobridor(es)     | Categoria | Mais informações / Referência |
| Permanente | Provisória | Data        | Local             | Descobridor(es)     | Categoria | Mais informações / Referência |
| ---------- | ---------- | ----------- | ----------------- | ------------------- | --------- | ----------------------------- |
| 262001     | 2006 QB53  | 23 ago 2006 | Palomar           | NEAT                | —         | MPC                           |
| 262002     | 2006 QE57  | 23 ago 2006 | Mauna Kea         | D. D. Balam         | Vesta     | MPC                           |
| 262003     | 2006 QE60  | 20 ago 2006 | Palomar           | NEAT                | —         | MPC                           |
| 262004     | 2006 QZ60  | 21 ago 2006 | Socorro           | LINEAR              | —         | MPC                           |
| 262005     | 2006 QL63  | 24 ago 2006 | Socorro           | LINEAR              | —         | MPC                           |
| 262006     | 2006 QH73  | 21 ago 2006 | Kitt Peak         | Spacewatch          | —         | MPC                           |
| 262007     | 2006 QG77  | 22 ago 2006 | Palomar           | NEAT                | —         | MPC                           |
| 262008     | 2006 QK78  | 22 ago 2006 | Palomar           | NEAT                | —         | MPC                           |
| 262009     | 2006 QP78  | 22 ago 2006 | Palomar           | NEAT                | —         | MPC                           |
| 262010     | 2006 QS79  | 24 ago 2006 | Socorro           | LINEAR              | —         | MPC                           |
| 262011     | 2006 QH80  | 24 ago 2006 | Palomar           | NEAT                | —         | MPC                           |
| 262012     | 2006 QZ80  | 24 ago 2006 | Palomar           | NEAT                | Mitidika  | MPC                           |
| 262013     | 2006 QN82  | 25 ago 2006 | Socorro           | LINEAR              | —         | MPC                           |
| 262014     | 2006 QO84  | 27 ago 2006 | Kitt Peak         | Spacewatch          | —         | MPC                           |
| 262015     | 2006 QR87  | 27 ago 2006 | Kitt Peak         | Spacewatch          | —         | MPC                           |
| 262016     | 2006 QP95  | 16 ago 2006 | Palomar           | NEAT                | —         | MPC                           |
| 262017     | 2006 QS95  | 16 ago 2006 | Palomar           | NEAT                | —         | MPC                           |
| 262018     | 2006 QN98  | 22 ago 2006 | Palomar           | NEAT                | —         | MPC                           |
| 262019     | 2006 QQ98  | 22 ago 2006 | Palomar           | NEAT                | —         | MPC                           |
| 262020     | 2006 QL99  | 23 ago 2006 | Palomar           | NEAT                | —         | MPC                           |
| 262021     | 2006 QV104 | 28 ago 2006 | Socorro           | LINEAR              | —         | MPC                           |
| 262022     | 2006 QO106 | 28 ago 2006 | Catalina          | CSS                 | —         | MPC                           |
| 262023     | 2006 QP109 | 28 ago 2006 | Kitt Peak         | Spacewatch          | —         | MPC                           |
| 262024     | 2006 QP110 | 28 ago 2006 | Anderson Mesa     | LONEOS              | —         | MPC                           |
| 262025     | 2006 QH111 | 28 ago 2006 | Lulin Observatory | H.-C. Lin, Q.-z. Ye | —         | MPC                           |
| 262026     | 2006 QT111 | 22 ago 2006 | Palomar           | NEAT                | —         | MPC                           |
| 262027     | 2006 QA115 | 27 ago 2006 | Anderson Mesa     | LONEOS              | —         | MPC                           |
| 262028     | 2006 QG120 | 29 ago 2006 | Catalina          | CSS                 | —         | MPC                           |
| 262029     | 2006 QH121 | 29 ago 2006 | Catalina          | CSS                 | —         | MPC                           |
| 262030     | 2006 QE123 | 29 ago 2006 | Kitt Peak         | Spacewatch          | —         | MPC                           |
| 262031     | 2006 QD131 | 20 ago 2006 | Palomar           | NEAT                | —         | MPC                           |
| 262032     | 2006 QD132 | 22 ago 2006 | Palomar           | NEAT                | —         | MPC                           |
| 262033     | 2006 QZ132 | 23 ago 2006 | Palomar           | NEAT                | Mitidika  | MPC                           |
| 262034     | 2006 QD133 | 23 ago 2006 | Palomar           | NEAT                | —         | MPC                           |
| 262035     | 2006 QD134 | 24 ago 2006 | Palomar           | NEAT                | —         | MPC                           |
| 262036     | 2006 QD141 | 18 ago 2006 | Palomar           | NEAT                | —         | MPC                           |
| 262037     | 2006 QD142 | 18 ago 2006 | Palomar           | NEAT                | —         | MPC                           |
| 262038     | 2006 QT142 | 30 ago 2006 | Socorro           | LINEAR              | —         | MPC                           |
| 262039     | 2006 QL149 | 18 ago 2006 | Kitt Peak         | Spacewatch          | —         | MPC                           |
| 262040     | 2006 QS149 | 18 ago 2006 | Kitt Peak         | Spacewatch          | —         | MPC                           |
| 262041     | 2006 QG157 | 19 ago 2006 | Kitt Peak         | Spacewatch          | —         | MPC                           |
| 262042     | 2006 QS157 | 19 ago 2006 | Kitt Peak         | Spacewatch          | —         | MPC                           |
| 262043     | 2006 QE159 | 19 ago 2006 | Kitt Peak         | Spacewatch          | —         | MPC                           |
| 262044     | 2006 QD161 | 19 ago 2006 | Kitt Peak         | Spacewatch          | —         | MPC                           |
| 262045     | 2006 QT164 | 29 ago 2006 | Anderson Mesa     | LONEOS              | —         | MPC                           |
| 262046     | 2006 QD176 | 22 ago 2006 | Cerro Tololo      | M. W. Buie          | —         | MPC                           |
| 262047     | 2006 QN182 | 28 ago 2006 | Apache Point      | A. C. Becker        | Mitidika  | MPC                           |
| 262048     | 2006 QS182 | 18 ago 2006 | Kitt Peak         | Spacewatch          | —         | MPC                           |
| 262049     | 2006 QU182 | 18 ago 2006 | Kitt Peak         | Spacewatch          | —         | MPC                           |
| 262050     | 2006 QJ184 | 18 ago 2006 | Kitt Peak         | Spacewatch          | —         | MPC                           |
| 262051     | 2006 RP6   | 14 set 2006 | Catalina          | CSS                 | —         | MPC                           |
| 262052     | 2006 RX7   | 12 set 2006 | Catalina          | CSS                 | —         | MPC                           |
| 262053     | 2006 RA8   | 12 set 2006 | Catalina          | CSS                 | —         | MPC                           |
| 262054     | 2006 RB8   | 12 set 2006 | Catalina          | CSS                 | —         | MPC                           |
| 262055     | 2006 RC16  | 14 set 2006 | Palomar           | NEAT                | —         | MPC                           |
| 262056     | 2006 RK18  | 14 set 2006 | Catalina          | CSS                 | Chloris   | MPC                           |
| 262057     | 2006 RM20  | 15 set 2006 | Socorro           | LINEAR              | —         | MPC                           |
| 262058     | 2006 RJ27  | 14 set 2006 | Catalina          | CSS                 | —         | MPC                           |
| 262059     | 2006 RJ31  | 15 set 2006 | Kitt Peak         | Spacewatch          | —         | MPC                           |
| 262060     | 2006 RO34  | 13 set 2006 | Palomar           | NEAT                | —         | MPC                           |
| 262061     | 2006 RX34  | 14 set 2006 | Palomar           | NEAT                | —         | MPC                           |
| 262062     | 2006 RK37  | 12 set 2006 | Catalina          | CSS                 | —         | MPC                           |
| 262063     | 2006 RM41  | 14 set 2006 | Catalina          | CSS                 | —         | MPC                           |
| 262064     | 2006 RD42  | 14 set 2006 | Kitt Peak         | Spacewatch          | —         | MPC                           |
| 262065     | 2006 RH43  | 14 set 2006 | Kitt Peak         | Spacewatch          | —         | MPC                           |
| 262066     | 2006 RF44  | 14 set 2006 | Kitt Peak         | Spacewatch          | —         | MPC                           |
| 262067     | 2006 RY44  | 14 set 2006 | Kitt Peak         | Spacewatch          | —         | MPC                           |
| 262068     | 2006 RV47  | 14 set 2006 | Palomar           | NEAT                | —         | MPC                           |
| 262069     | 2006 RD49  | 14 set 2006 | Kitt Peak         | Spacewatch          | —         | MPC                           |
| 262070     | 2006 RJ49  | 14 set 2006 | Kitt Peak         | Spacewatch          | —         | MPC                           |
| 262071     | 2006 RY49  | 14 set 2006 | Kitt Peak         | Spacewatch          | —         | MPC                           |
| 262072     | 2006 RL50  | 14 set 2006 | Kitt Peak         | Spacewatch          | —         | MPC                           |
| 262073     | 2006 RW53  | 14 set 2006 | Kitt Peak         | Spacewatch          | —         | MPC                           |
| 262074     | 2006 RR54  | 14 set 2006 | Kitt Peak         | Spacewatch          | —         | MPC                           |
| 262075     | 2006 RE55  | 14 set 2006 | Kitt Peak         | Spacewatch          | —         | MPC                           |
| 262076     | 2006 RV55  | 14 set 2006 | Kitt Peak         | Spacewatch          | —         | MPC                           |
| 262077     | 2006 RN61  | 12 set 2006 | Catalina          | CSS                 | Mitidika  | MPC                           |
| 262078     | 2006 RC63  | 14 set 2006 | Catalina          | CSS                 | —         | MPC                           |
| 262079     | 2006 RF64  | 12 set 2006 | Catalina          | CSS                 | —         | MPC                           |
| 262080     | 2006 RF65  | 14 set 2006 | Palomar           | NEAT                | —         | MPC                           |
| 262081     | 2006 RU65  | 14 set 2006 | Catalina          | CSS                 | —         | MPC                           |
| 262082     | 2006 RE68  | 15 set 2006 | Kitt Peak         | Spacewatch          | —         | MPC                           |
| 262083     | 2006 RK68  | 15 set 2006 | Kitt Peak         | Spacewatch          | —         | MPC                           |
| 262084     | 2006 RP69  | 15 set 2006 | Kitt Peak         | Spacewatch          | Mitidika  | MPC                           |
| 262085     | 2006 RK75  | 15 set 2006 | Kitt Peak         | Spacewatch          | —         | MPC                           |
| 262086     | 2006 RT75  | 15 set 2006 | Kitt Peak         | Spacewatch          | —         | MPC                           |
| 262087     | 2006 RE76  | 15 set 2006 | Kitt Peak         | Spacewatch          | —         | MPC                           |
| 262088     | 2006 RW76  | 15 set 2006 | Kitt Peak         | Spacewatch          | Mitidika  | MPC                           |
| 262089     | 2006 RG78  | 15 set 2006 | Kitt Peak         | Spacewatch          | —         | MPC                           |
| 262090     | 2006 RO78  | 15 set 2006 | Kitt Peak         | Spacewatch          | —         | MPC                           |
| 262091     | 2006 RY79  | 15 set 2006 | Kitt Peak         | Spacewatch          | —         | MPC                           |
| 262092     | 2006 RP86  | 15 set 2006 | Kitt Peak         | Spacewatch          | —         | MPC                           |
| 262093     | 2006 RT86  | 15 set 2006 | Kitt Peak         | Spacewatch          | —         | MPC                           |
| 262094     | 2006 RF88  | 15 set 2006 | Kitt Peak         | Spacewatch          | —         | MPC                           |
| 262095     | 2006 RG88  | 15 set 2006 | Kitt Peak         | Spacewatch          | Mitidika  | MPC                           |
| 262096     | 2006 RL89  | 15 set 2006 | Kitt Peak         | Spacewatch          | —         | MPC                           |
| 262097     | 2006 RO89  | 15 set 2006 | Kitt Peak         | Spacewatch          | —         | MPC                           |
| 262098     | 2006 RD91  | 15 set 2006 | Kitt Peak         | Spacewatch          | —         | MPC                           |
| 262099     | 2006 RD92  | 15 set 2006 | Kitt Peak         | Spacewatch          | —         | MPC                           |
| 262100     | 2006 RG93  | 15 set 2006 | Kitt Peak         | Spacewatch          | —         | MPC                           |

## 262101–262200
| Designação          | Designação | Descoberta  | Descoberta     | Descobridor(es)     | Categoria | Mais informações / Referência |
| Permanente          | Provisória | Data        | Local          | Descobridor(es)     | Categoria | Mais informações / Referência |
| ------------------- | ---------- | ----------- | -------------- | ------------------- | --------- | ----------------------------- |
| 262101              | 2006 RP97  | 15 set 2006 | Kitt Peak      | Spacewatch          | —         | MPC                           |
| 262102              | 2006 RE98  | 14 set 2006 | Palomar        | NEAT                | —         | MPC                           |
| 262103              | 2006 RN98  | 14 set 2006 | Palomar        | NEAT                | Phocaea   | MPC                           |
| 262104              | 2006 RD101 | 14 set 2006 | Catalina       | CSS                 | —         | MPC                           |
| 262105              | 2006 RR104 | 15 set 2006 | Apache Point   | A. C. Becker        | —         | MPC                           |
| 262106 Margaretryan | 2006 RU108 | 14 set 2006 | Mauna Kea      | J. Masiero          | Mitidika  | MPC                           |
| 262107              | 2006 RX120 | 14 set 2006 | Kitt Peak      | Spacewatch          | —         | MPC                           |
| 262108              | 2006 RB122 | 15 set 2006 | Kitt Peak      | Spacewatch          | —         | MPC                           |
| 262109              | 2006 RD122 | 15 set 2006 | Kitt Peak      | Spacewatch          | —         | MPC                           |
| 262110              | 2006 SG    | 16 set 2006 | Cordell-Lorenz | Cordell–Lorenz Obs. | —         | MPC                           |
| 262111              | 2006 SL1   | 16 set 2006 | Kitt Peak      | Spacewatch          | —         | MPC                           |
| 262112              | 2006 SE2   | 16 set 2006 | Kitt Peak      | Spacewatch          | —         | MPC                           |
| 262113              | 2006 SN4   | 16 set 2006 | Catalina       | CSS                 | —         | MPC                           |
| 262114              | 2006 SV6   | 16 set 2006 | Catalina       | CSS                 | —         | MPC                           |
| 262115              | 2006 SG12  | 16 set 2006 | Anderson Mesa  | LONEOS              | —         | MPC                           |
| 262116              | 2006 SE13  | 17 set 2006 | Catalina       | CSS                 | —         | MPC                           |
| 262117              | 2006 SE14  | 17 set 2006 | Socorro        | LINEAR              | —         | MPC                           |
| 262118              | 2006 SF15  | 17 set 2006 | Catalina       | CSS                 | —         | MPC                           |
| 262119              | 2006 SY15  | 17 set 2006 | Catalina       | CSS                 | —         | MPC                           |
| 262120              | 2006 SR18  | 17 set 2006 | Kitt Peak      | Spacewatch          | —         | MPC                           |
| 262121              | 2006 SS20  | 18 set 2006 | Kitt Peak      | Spacewatch          | —         | MPC                           |
| 262122              | 2006 SW20  | 16 set 2006 | Anderson Mesa  | LONEOS              | —         | MPC                           |
| 262123              | 2006 SX26  | 16 set 2006 | Catalina       | CSS                 | —         | MPC                           |
| 262124              | 2006 SL27  | 16 set 2006 | Catalina       | CSS                 | —         | MPC                           |
| 262125              | 2006 SW29  | 17 set 2006 | Kitt Peak      | Spacewatch          | —         | MPC                           |
| 262126              | 2006 SX29  | 17 set 2006 | Kitt Peak      | Spacewatch          | —         | MPC                           |
| 262127              | 2006 SH32  | 17 set 2006 | Kitt Peak      | Spacewatch          | —         | MPC                           |
| 262128              | 2006 SV32  | 17 set 2006 | Kitt Peak      | Spacewatch          | —         | MPC                           |
| 262129              | 2006 SJ34  | 17 set 2006 | Catalina       | CSS                 | —         | MPC                           |
| 262130              | 2006 SN45  | 18 set 2006 | Catalina       | CSS                 | —         | MPC                           |
| 262131              | 2006 SB51  | 17 set 2006 | Catalina       | CSS                 | Phocaea   | MPC                           |
| 262132              | 2006 SL51  | 17 set 2006 | Anderson Mesa  | LONEOS              | —         | MPC                           |
| 262133              | 2006 ST54  | 18 set 2006 | Catalina       | CSS                 | —         | MPC                           |
| 262134              | 2006 SW59  | 18 set 2006 | Catalina       | CSS                 | —         | MPC                           |
| 262135              | 2006 SX60  | 18 set 2006 | Catalina       | CSS                 | —         | MPC                           |
| 262136              | 2006 SW61  | 18 set 2006 | Catalina       | CSS                 | —         | MPC                           |
| 262137              | 2006 SC62  | 18 set 2006 | Catalina       | CSS                 | —         | MPC                           |
| 262138              | 2006 SR62  | 18 set 2006 | Catalina       | CSS                 | —         | MPC                           |
| 262139              | 2006 SW62  | 18 set 2006 | Catalina       | CSS                 | —         | MPC                           |
| 262140              | 2006 SS65  | 19 set 2006 | Kitt Peak      | Spacewatch          | —         | MPC                           |
| 262141              | 2006 SQ66  | 19 set 2006 | Kitt Peak      | Spacewatch          | —         | MPC                           |
| 262142              | 2006 SX69  | 19 set 2006 | Kitt Peak      | Spacewatch          | —         | MPC                           |
| 262143              | 2006 SY70  | 19 set 2006 | Kitt Peak      | Spacewatch          | Mitidika  | MPC                           |
| 262144              | 2006 SO71  | 19 set 2006 | Kitt Peak      | Spacewatch          | —         | MPC                           |
| 262145              | 2006 SF72  | 19 set 2006 | Kitt Peak      | Spacewatch          | —         | MPC                           |
| 262146              | 2006 SB73  | 19 set 2006 | Kitt Peak      | Spacewatch          | —         | MPC                           |
| 262147              | 2006 SC73  | 19 set 2006 | Kitt Peak      | Spacewatch          | —         | MPC                           |
| 262148              | 2006 SZ73  | 19 set 2006 | Kitt Peak      | Spacewatch          | —         | MPC                           |
| 262149              | 2006 SB75  | 19 set 2006 | Kitt Peak      | Spacewatch          | Mitidika  | MPC                           |
| 262150              | 2006 SN75  | 19 set 2006 | Kitt Peak      | Spacewatch          | —         | MPC                           |
| 262151              | 2006 SU75  | 19 set 2006 | Kitt Peak      | Spacewatch          | —         | MPC                           |
| 262152              | 2006 SX75  | 19 set 2006 | Kitt Peak      | Spacewatch          | —         | MPC                           |
| 262153              | 2006 SF80  | 18 set 2006 | Kitt Peak      | Spacewatch          | —         | MPC                           |
| 262154              | 2006 SL82  | 18 set 2006 | Kitt Peak      | Spacewatch          | —         | MPC                           |
| 262155              | 2006 SB83  | 18 set 2006 | Kitt Peak      | Spacewatch          | —         | MPC                           |
| 262156              | 2006 SQ85  | 18 set 2006 | Catalina       | CSS                 | —         | MPC                           |
| 262157              | 2006 SY85  | 18 set 2006 | Kitt Peak      | Spacewatch          | —         | MPC                           |
| 262158              | 2006 SX87  | 18 set 2006 | Kitt Peak      | Spacewatch          | —         | MPC                           |
| 262159              | 2006 SV90  | 18 set 2006 | Kitt Peak      | Spacewatch          | —         | MPC                           |
| 262160              | 2006 SR91  | 18 set 2006 | Kitt Peak      | Spacewatch          | —         | MPC                           |
| 262161              | 2006 SQ92  | 18 set 2006 | Kitt Peak      | Spacewatch          | —         | MPC                           |
| 262162              | 2006 SZ93  | 18 set 2006 | Kitt Peak      | Spacewatch          | Mitidika  | MPC                           |
| 262163              | 2006 SG94  | 18 set 2006 | Kitt Peak      | Spacewatch          | —         | MPC                           |
| 262164              | 2006 SN97  | 18 set 2006 | Kitt Peak      | Spacewatch          | —         | MPC                           |
| 262165              | 2006 SE102 | 19 set 2006 | Kitt Peak      | Spacewatch          | —         | MPC                           |
| 262166              | 2006 SP103 | 19 set 2006 | Kitt Peak      | Spacewatch          | —         | MPC                           |
| 262167              | 2006 SN107 | 19 set 2006 | Catalina       | CSS                 | —         | MPC                           |
| 262168              | 2006 SU109 | 20 set 2006 | Kitt Peak      | Spacewatch          | —         | MPC                           |
| 262169              | 2006 SW110 | 20 set 2006 | Haleakalā      | NEAT                | —         | MPC                           |
| 262170              | 2006 SK112 | 23 set 2006 | Kitt Peak      | Spacewatch          | —         | MPC                           |
| 262171              | 2006 SP114 | 23 set 2006 | Kitt Peak      | Spacewatch          | —         | MPC                           |
| 262172              | 2006 SE115 | 24 set 2006 | Kitt Peak      | Spacewatch          | —         | MPC                           |
| 262173              | 2006 SZ116 | 24 set 2006 | Kitt Peak      | Spacewatch          | —         | MPC                           |
| 262174              | 2006 SP117 | 24 set 2006 | Kitt Peak      | Spacewatch          | —         | MPC                           |
| 262175              | 2006 SA120 | 18 set 2006 | Catalina       | CSS                 | —         | MPC                           |
| 262176              | 2006 SC120 | 18 set 2006 | Catalina       | CSS                 | —         | MPC                           |
| 262177              | 2006 SF120 | 18 set 2006 | Catalina       | CSS                 | —         | MPC                           |
| 262178              | 2006 SF121 | 18 set 2006 | Catalina       | CSS                 | —         | MPC                           |
| 262179              | 2006 SW125 | 20 set 2006 | Palomar        | NEAT                | —         | MPC                           |
| 262180              | 2006 SV131 | 16 set 2006 | Catalina       | CSS                 | —         | MPC                           |
| 262181              | 2006 SJ132 | 16 set 2006 | Catalina       | CSS                 | —         | MPC                           |
| 262182              | 2006 SE138 | 20 set 2006 | Catalina       | CSS                 | —         | MPC                           |
| 262183              | 2006 SN138 | 20 set 2006 | Anderson Mesa  | LONEOS              | —         | MPC                           |
| 262184              | 2006 SS140 | 22 set 2006 | Catalina       | CSS                 | —         | MPC                           |
| 262185              | 2006 ST141 | 25 set 2006 | Anderson Mesa  | LONEOS              | —         | MPC                           |
| 262186              | 2006 SY141 | 26 set 2006 | Catalina       | CSS                 | —         | MPC                           |
| 262187              | 2006 SK143 | 19 set 2006 | Kitt Peak      | Spacewatch          | —         | MPC                           |
| 262188              | 2006 SQ144 | 19 set 2006 | Kitt Peak      | Spacewatch          | —         | MPC                           |
| 262189              | 2006 SF145 | 19 set 2006 | Kitt Peak      | Spacewatch          | Mitidika  | MPC                           |
| 262190              | 2006 SH151 | 19 set 2006 | Kitt Peak      | Spacewatch          | —         | MPC                           |
| 262191              | 2006 SQ151 | 19 set 2006 | Kitt Peak      | Spacewatch          | —         | MPC                           |
| 262192              | 2006 SR151 | 19 set 2006 | Kitt Peak      | Spacewatch          | —         | MPC                           |
| 262193              | 2006 SG155 | 22 set 2006 | Catalina       | CSS                 | —         | MPC                           |
| 262194              | 2006 SM161 | 23 set 2006 | Kitt Peak      | Spacewatch          | Mitidika  | MPC                           |
| 262195              | 2006 ST165 | 25 set 2006 | Kitt Peak      | Spacewatch          | —         | MPC                           |
| 262196              | 2006 SB166 | 25 set 2006 | Kitt Peak      | Spacewatch          | —         | MPC                           |
| 262197              | 2006 SG166 | 25 set 2006 | Kitt Peak      | Spacewatch          | —         | MPC                           |
| 262198              | 2006 SS167 | 25 set 2006 | Kitt Peak      | Spacewatch          | —         | MPC                           |
| 262199              | 2006 SY167 | 25 set 2006 | Kitt Peak      | Spacewatch          | —         | MPC                           |
| 262200              | 2006 SA173 | 25 set 2006 | Kitt Peak      | Spacewatch          | —         | MPC                           |

## 262201–262300
| Designação      | Designação | Descoberta  | Descoberta    | Descobridor(es)        | Categoria | Mais informações / Referência |
| Permanente      | Provisória | Data        | Local         | Descobridor(es)        | Categoria | Mais informações / Referência |
| --------------- | ---------- | ----------- | ------------- | ---------------------- | --------- | ----------------------------- |
| 262201          | 2006 SH184 | 25 set 2006 | Kitt Peak     | Spacewatch             | —         | MPC                           |
| 262202          | 2006 SK187 | 26 set 2006 | Kitt Peak     | Spacewatch             | —         | MPC                           |
| 262203          | 2006 SC193 | 26 set 2006 | Mount Lemmon  | Mount Lemmon Survey    | —         | MPC                           |
| 262204          | 2006 SU205 | 25 set 2006 | Anderson Mesa | LONEOS                 | —         | MPC                           |
| 262205          | 2006 SV205 | 25 set 2006 | Anderson Mesa | LONEOS                 | —         | MPC                           |
| 262206          | 2006 SU206 | 25 set 2006 | Mount Lemmon  | Mount Lemmon Survey    | —         | MPC                           |
| 262207          | 2006 SJ208 | 26 set 2006 | Socorro       | LINEAR                 | —         | MPC                           |
| 262208          | 2006 SU211 | 26 set 2006 | Mount Lemmon  | Mount Lemmon Survey    | Mitidika  | MPC                           |
| 262209          | 2006 SK212 | 26 set 2006 | Kitt Peak     | Spacewatch             | —         | MPC                           |
| 262210          | 2006 SC216 | 27 set 2006 | Kitt Peak     | Spacewatch             | —         | MPC                           |
| 262211          | 2006 SK217 | 28 set 2006 | Kitt Peak     | Spacewatch             | —         | MPC                           |
| 262212          | 2006 SX220 | 25 set 2006 | Mount Lemmon  | Mount Lemmon Survey    | —         | MPC                           |
| 262213          | 2006 SQ222 | 25 set 2006 | Mount Lemmon  | Mount Lemmon Survey    | Mitidika  | MPC                           |
| 262214          | 2006 SF224 | 25 set 2006 | Mount Lemmon  | Mount Lemmon Survey    | —         | MPC                           |
| 262215          | 2006 SO229 | 26 set 2006 | Kitt Peak     | Spacewatch             | —         | MPC                           |
| 262216          | 2006 SN230 | 26 set 2006 | Kitt Peak     | Spacewatch             | —         | MPC                           |
| 262217          | 2006 SR231 | 26 set 2006 | Socorro       | LINEAR                 | —         | MPC                           |
| 262218          | 2006 SG239 | 26 set 2006 | Kitt Peak     | Spacewatch             | —         | MPC                           |
| 262219          | 2006 SB249 | 26 set 2006 | Kitt Peak     | Spacewatch             | —         | MPC                           |
| 262220          | 2006 SN251 | 26 set 2006 | Kitt Peak     | Spacewatch             | —         | MPC                           |
| 262221          | 2006 SA261 | 26 set 2006 | Kitt Peak     | Spacewatch             | —         | MPC                           |
| 262222          | 2006 SG265 | 26 set 2006 | Kitt Peak     | Spacewatch             | —         | MPC                           |
| 262223          | 2006 SE267 | 26 set 2006 | Kitt Peak     | Spacewatch             | —         | MPC                           |
| 262224          | 2006 SO267 | 26 set 2006 | Kitt Peak     | Spacewatch             | —         | MPC                           |
| 262225          | 2006 SM268 | 26 set 2006 | Kitt Peak     | Spacewatch             | —         | MPC                           |
| 262226          | 2006 SU270 | 27 set 2006 | Anderson Mesa | LONEOS                 | —         | MPC                           |
| 262227          | 2006 SO274 | 27 set 2006 | Mount Lemmon  | Mount Lemmon Survey    | —         | MPC                           |
| 262228          | 2006 SC280 | 29 set 2006 | Anderson Mesa | LONEOS                 | Eos       | MPC                           |
| 262229          | 2006 SE280 | 29 set 2006 | Anderson Mesa | LONEOS                 | —         | MPC                           |
| 262230          | 2006 SL280 | 29 set 2006 | Anderson Mesa | LONEOS                 | —         | MPC                           |
| 262231          | 2006 SR282 | 25 set 2006 | Anderson Mesa | LONEOS                 | —         | MPC                           |
| 262232          | 2006 SL283 | 26 set 2006 | Socorro       | LINEAR                 | —         | MPC                           |
| 262233          | 2006 SD284 | 26 set 2006 | Catalina      | CSS                    | —         | MPC                           |
| 262234          | 2006 SF284 | 27 set 2006 | Anderson Mesa | LONEOS                 | —         | MPC                           |
| 262235          | 2006 SR284 | 28 set 2006 | Socorro       | LINEAR                 | —         | MPC                           |
| 262236          | 2006 ST284 | 28 set 2006 | Catalina      | CSS                    | —         | MPC                           |
| 262237          | 2006 SA286 | 18 set 2006 | Catalina      | CSS                    | —         | MPC                           |
| 262238          | 2006 SU286 | 22 set 2006 | San Marcello  | Pistoia Mountains Obs. | —         | MPC                           |
| 262239          | 2006 SB287 | 22 set 2006 | Socorro       | LINEAR                 | —         | MPC                           |
| 262240          | 2006 SP287 | 22 set 2006 | Catalina      | CSS                    | —         | MPC                           |
| 262241          | 2006 SU289 | 26 set 2006 | Catalina      | CSS                    | —         | MPC                           |
| 262242          | 2006 SW289 | 26 set 2006 | Catalina      | CSS                    | —         | MPC                           |
| 262243          | 2006 SV290 | 25 set 2006 | Kitt Peak     | Spacewatch             | —         | MPC                           |
| 262244          | 2006 SS292 | 25 set 2006 | Kitt Peak     | Spacewatch             | —         | MPC                           |
| 262245          | 2006 SD299 | 26 set 2006 | Kitt Peak     | Spacewatch             | —         | MPC                           |
| 262246          | 2006 SJ299 | 26 set 2006 | Mount Lemmon  | Mount Lemmon Survey    | —         | MPC                           |
| 262247          | 2006 SW302 | 27 set 2006 | Kitt Peak     | Spacewatch             | —         | MPC                           |
| 262248          | 2006 SM304 | 27 set 2006 | Catalina      | CSS                    | —         | MPC                           |
| 262249          | 2006 SP304 | 27 set 2006 | Kitt Peak     | Spacewatch             | —         | MPC                           |
| 262250          | 2006 SR306 | 27 set 2006 | Mount Lemmon  | Mount Lemmon Survey    | —         | MPC                           |
| 262251          | 2006 SY309 | 27 set 2006 | Kitt Peak     | Spacewatch             | —         | MPC                           |
| 262252          | 2006 SC310 | 27 set 2006 | Kitt Peak     | Spacewatch             | —         | MPC                           |
| 262253          | 2006 SD313 | 27 set 2006 | Kitt Peak     | Spacewatch             | —         | MPC                           |
| 262254          | 2006 SH316 | 27 set 2006 | Kitt Peak     | Spacewatch             | —         | MPC                           |
| 262255          | 2006 SD318 | 27 set 2006 | Kitt Peak     | Spacewatch             | —         | MPC                           |
| 262256          | 2006 SC324 | 27 set 2006 | Kitt Peak     | Spacewatch             | —         | MPC                           |
| 262257          | 2006 SF326 | 27 set 2006 | Kitt Peak     | Spacewatch             | —         | MPC                           |
| 262258          | 2006 SA327 | 27 set 2006 | Kitt Peak     | Spacewatch             | —         | MPC                           |
| 262259          | 2006 SJ328 | 27 set 2006 | Kitt Peak     | Spacewatch             | —         | MPC                           |
| 262260          | 2006 SW329 | 27 set 2006 | Kitt Peak     | Spacewatch             | —         | MPC                           |
| 262261          | 2006 SG330 | 27 set 2006 | Kitt Peak     | Spacewatch             | —         | MPC                           |
| 262262          | 2006 ST338 | 28 set 2006 | Kitt Peak     | Spacewatch             | —         | MPC                           |
| 262263          | 2006 SU338 | 28 set 2006 | Kitt Peak     | Spacewatch             | —         | MPC                           |
| 262264          | 2006 SM342 | 28 set 2006 | Kitt Peak     | Spacewatch             | —         | MPC                           |
| 262265          | 2006 SA345 | 28 set 2006 | Kitt Peak     | Spacewatch             | —         | MPC                           |
| 262266          | 2006 SS345 | 28 set 2006 | Kitt Peak     | Spacewatch             | —         | MPC                           |
| 262267          | 2006 SH347 | 28 set 2006 | Kitt Peak     | Spacewatch             | Themis    | MPC                           |
| 262268          | 2006 ST347 | 28 set 2006 | Kitt Peak     | Spacewatch             | —         | MPC                           |
| 262269          | 2006 SD348 | 28 set 2006 | Kitt Peak     | Spacewatch             | —         | MPC                           |
| 262270          | 2006 SD353 | 30 set 2006 | Catalina      | CSS                    | —         | MPC                           |
| 262271          | 2006 SZ353 | 30 set 2006 | Catalina      | CSS                    | —         | MPC                           |
| 262272          | 2006 SM354 | 30 set 2006 | Catalina      | CSS                    | —         | MPC                           |
| 262273          | 2006 ST355 | 30 set 2006 | Catalina      | CSS                    | —         | MPC                           |
| 262274          | 2006 SL356 | 30 set 2006 | Catalina      | CSS                    | —         | MPC                           |
| 262275          | 2006 SB357 | 30 set 2006 | Catalina      | CSS                    | —         | MPC                           |
| 262276          | 2006 SJ359 | 30 set 2006 | Catalina      | CSS                    | —         | MPC                           |
| 262277          | 2006 SJ360 | 30 set 2006 | Mount Lemmon  | Mount Lemmon Survey    | —         | MPC                           |
| 262278          | 2006 SZ360 | 30 set 2006 | Mount Lemmon  | Mount Lemmon Survey    | Themis    | MPC                           |
| 262279          | 2006 SK363 | 30 set 2006 | Mount Lemmon  | Mount Lemmon Survey    | —         | MPC                           |
| 262280          | 2006 SP363 | 30 set 2006 | Mount Lemmon  | Mount Lemmon Survey    | —         | MPC                           |
| 262281          | 2006 SR363 | 30 set 2006 | Mount Lemmon  | Mount Lemmon Survey    | —         | MPC                           |
| 262282          | 2006 SH365 | 30 set 2006 | Catalina      | CSS                    | —         | MPC                           |
| 262283          | 2006 SM367 | 25 set 2006 | Catalina      | CSS                    | —         | MPC                           |
| 262284          | 2006 SA369 | 24 set 2006 | Moletai       | Molėtai Obs.           | —         | MPC                           |
| 262285          | 2006 SU374 | 16 set 2006 | Apache Point  | A. C. Becker           | —         | MPC                           |
| 262286          | 2006 SW377 | 17 set 2006 | Apache Point  | A. C. Becker           | —         | MPC                           |
| 262287          | 2006 SY378 | 18 set 2006 | Apache Point  | A. C. Becker           | —         | MPC                           |
| 262288          | 2006 SX390 | 17 set 2006 | Kitt Peak     | Spacewatch             | —         | MPC                           |
| 262289          | 2006 SS391 | 18 set 2006 | Kitt Peak     | Spacewatch             | —         | MPC                           |
| 262290          | 2006 SC392 | 19 set 2006 | Kitt Peak     | Spacewatch             | —         | MPC                           |
| 262291          | 2006 SW392 | 27 set 2006 | Mount Lemmon  | Mount Lemmon Survey    | —         | MPC                           |
| 262292          | 2006 SR393 | 30 set 2006 | Kitt Peak     | Spacewatch             | —         | MPC                           |
| 262293          | 2006 SU393 | 30 set 2006 | Mount Lemmon  | Mount Lemmon Survey    | —         | MPC                           |
| 262294          | 2006 SA394 | 30 set 2006 | Kitt Peak     | Spacewatch             | —         | MPC                           |
| 262295 Jeffrich | 2006 SY395 | 17 set 2006 | Mauna Kea     | J. Masiero             | Mitidika  | MPC                           |
| 262296          | 2006 SZ403 | 30 set 2006 | Mount Lemmon  | Mount Lemmon Survey    | —         | MPC                           |
| 262297          | 2006 SO404 | 30 set 2006 | Mount Lemmon  | Mount Lemmon Survey    | —         | MPC                           |
| 262298          | 2006 SP407 | 16 set 2006 | Anderson Mesa | LONEOS                 | —         | MPC                           |
| 262299          | 2006 SW408 | 27 set 2006 | Mount Lemmon  | Mount Lemmon Survey    | —         | MPC                           |
| 262300          | 2006 SV411 | 18 set 2006 | Catalina      | CSS                    | —         | MPC                           |

## 262301–262400
| Designação | Designação | Descoberta  | Descoberta        | Descobridor(es)     | Categoria | Mais informações / Referência |
| Permanente | Provisória | Data        | Local             | Descobridor(es)     | Categoria | Mais informações / Referência |
| ---------- | ---------- | ----------- | ----------------- | ------------------- | --------- | ----------------------------- |
| 262301     | 2006 SC413 | 19 set 2006 | Catalina          | CSS                 | —         | MPC                           |
| 262302     | 2006 TY    | 1 out 2006  | Great Shefford    | P. Birtwhistle      | —         | MPC                           |
| 262303     | 2006 TE3   | 2 out 2006  | Catalina          | CSS                 | —         | MPC                           |
| 262304     | 2006 TY5   | 2 out 2006  | Mount Lemmon      | Mount Lemmon Survey | —         | MPC                           |
| 262305     | 2006 TO6   | 3 out 2006  | Mount Lemmon      | Mount Lemmon Survey | —         | MPC                           |
| 262306     | 2006 TV10  | 11 out 2006 | Kitt Peak         | Spacewatch          | —         | MPC                           |
| 262307     | 2006 TZ10  | 15 out 2006 | Herrenberg        | Herrenberg Obs.     | —         | MPC                           |
| 262308     | 2006 TD11  | 13 out 2006 | Kitt Peak         | Spacewatch          | Eos       | MPC                           |
| 262309     | 2006 TZ12  | 10 out 2006 | Palomar           | NEAT                | —         | MPC                           |
| 262310     | 2006 TG13  | 10 out 2006 | Palomar           | NEAT                | —         | MPC                           |
| 262311     | 2006 TR13  | 10 out 2006 | Palomar           | NEAT                | —         | MPC                           |
| 262312     | 2006 TS13  | 10 out 2006 | Palomar           | NEAT                | —         | MPC                           |
| 262313     | 2006 TJ14  | 10 out 2006 | Palomar           | NEAT                | —         | MPC                           |
| 262314     | 2006 TN15  | 11 out 2006 | Kitt Peak         | Spacewatch          | —         | MPC                           |
| 262315     | 2006 TU18  | 11 out 2006 | Kitt Peak         | Spacewatch          | —         | MPC                           |
| 262316     | 2006 TW18  | 11 out 2006 | Kitt Peak         | Spacewatch          | —         | MPC                           |
| 262317     | 2006 TE19  | 11 out 2006 | Kitt Peak         | Spacewatch          | —         | MPC                           |
| 262318     | 2006 TX19  | 11 out 2006 | Kitt Peak         | Spacewatch          | —         | MPC                           |
| 262319     | 2006 TP24  | 12 out 2006 | Kitt Peak         | Spacewatch          | —         | MPC                           |
| 262320     | 2006 TF26  | 12 out 2006 | Kitt Peak         | Spacewatch          | —         | MPC                           |
| 262321     | 2006 TH26  | 12 out 2006 | Kitt Peak         | Spacewatch          | —         | MPC                           |
| 262322     | 2006 TT26  | 12 out 2006 | Kitt Peak         | Spacewatch          | —         | MPC                           |
| 262323     | 2006 TO27  | 12 out 2006 | Kitt Peak         | Spacewatch          | —         | MPC                           |
| 262324     | 2006 TR27  | 12 out 2006 | Kitt Peak         | Spacewatch          | —         | MPC                           |
| 262325     | 2006 TN29  | 12 out 2006 | Kitt Peak         | Spacewatch          | —         | MPC                           |
| 262326     | 2006 TG31  | 12 out 2006 | Kitt Peak         | Spacewatch          | —         | MPC                           |
| 262327     | 2006 TO32  | 12 out 2006 | Kitt Peak         | Spacewatch          | —         | MPC                           |
| 262328     | 2006 TR32  | 12 out 2006 | Kitt Peak         | Spacewatch          | —         | MPC                           |
| 262329     | 2006 TA36  | 12 out 2006 | Kitt Peak         | Spacewatch          | —         | MPC                           |
| 262330     | 2006 TE36  | 12 out 2006 | Kitt Peak         | Spacewatch          | —         | MPC                           |
| 262331     | 2006 TK37  | 12 out 2006 | Kitt Peak         | Spacewatch          | —         | MPC                           |
| 262332     | 2006 TP37  | 12 out 2006 | Kitt Peak         | Spacewatch          | —         | MPC                           |
| 262333     | 2006 TR40  | 12 out 2006 | Kitt Peak         | Spacewatch          | —         | MPC                           |
| 262334     | 2006 TE41  | 12 out 2006 | Kitt Peak         | Spacewatch          | Maria     | MPC                           |
| 262335     | 2006 TK41  | 12 out 2006 | Kitt Peak         | Spacewatch          | —         | MPC                           |
| 262336     | 2006 TE42  | 12 out 2006 | Kitt Peak         | Spacewatch          | —         | MPC                           |
| 262337     | 2006 TM43  | 12 out 2006 | Kitt Peak         | Spacewatch          | —         | MPC                           |
| 262338     | 2006 TN43  | 12 out 2006 | Kitt Peak         | Spacewatch          | —         | MPC                           |
| 262339     | 2006 TR43  | 12 out 2006 | Kitt Peak         | Spacewatch          | —         | MPC                           |
| 262340     | 2006 TX49  | 12 out 2006 | Palomar           | NEAT                | Mitidika  | MPC                           |
| 262341     | 2006 TJ52  | 12 out 2006 | Kitt Peak         | Spacewatch          | —         | MPC                           |
| 262342     | 2006 TW52  | 12 out 2006 | Kitt Peak         | Spacewatch          | —         | MPC                           |
| 262343     | 2006 TY54  | 12 out 2006 | Palomar           | NEAT                | —         | MPC                           |
| 262344     | 2006 TM61  | 15 out 2006 | Lulin Observatory | C.-S. Lin, Q.-z. Ye | —         | MPC                           |
| 262345     | 2006 TX61  | 9 out 2006  | Palomar           | NEAT                | —         | MPC                           |
| 262346     | 2006 TL62  | 9 out 2006  | Palomar           | NEAT                | —         | MPC                           |
| 262347     | 2006 TU62  | 10 out 2006 | Palomar           | NEAT                | —         | MPC                           |
| 262348     | 2006 TJ63  | 10 out 2006 | Palomar           | NEAT                | —         | MPC                           |
| 262349     | 2006 TQ66  | 11 out 2006 | Palomar           | NEAT                | —         | MPC                           |
| 262350     | 2006 TR67  | 11 out 2006 | Kitt Peak         | Spacewatch          | —         | MPC                           |
| 262351     | 2006 TR69  | 11 out 2006 | Palomar           | NEAT                | —         | MPC                           |
| 262352     | 2006 TL70  | 11 out 2006 | Palomar           | NEAT                | —         | MPC                           |
| 262353     | 2006 TS70  | 11 out 2006 | Palomar           | NEAT                | —         | MPC                           |
| 262354     | 2006 TK72  | 11 out 2006 | Palomar           | NEAT                | —         | MPC                           |
| 262355     | 2006 TN73  | 11 out 2006 | Palomar           | NEAT                | —         | MPC                           |
| 262356     | 2006 TY74  | 11 out 2006 | Palomar           | NEAT                | —         | MPC                           |
| 262357     | 2006 TL77  | 11 out 2006 | Palomar           | NEAT                | —         | MPC                           |
| 262358     | 2006 TE81  | 13 out 2006 | Kitt Peak         | Spacewatch          | —         | MPC                           |
| 262359     | 2006 TL83  | 13 out 2006 | Kitt Peak         | Spacewatch          | —         | MPC                           |
| 262360     | 2006 TA84  | 13 out 2006 | Kitt Peak         | Spacewatch          | —         | MPC                           |
| 262361     | 2006 TC84  | 13 out 2006 | Kitt Peak         | Spacewatch          | —         | MPC                           |
| 262362     | 2006 TK85  | 13 out 2006 | Kitt Peak         | Spacewatch          | —         | MPC                           |
| 262363     | 2006 TM86  | 13 out 2006 | Kitt Peak         | Spacewatch          | —         | MPC                           |
| 262364     | 2006 TR87  | 13 out 2006 | Kitt Peak         | Spacewatch          | —         | MPC                           |
| 262365     | 2006 TF89  | 13 out 2006 | Kitt Peak         | Spacewatch          | —         | MPC                           |
| 262366     | 2006 TH89  | 13 out 2006 | Kitt Peak         | Spacewatch          | —         | MPC                           |
| 262367     | 2006 TD90  | 13 out 2006 | Kitt Peak         | Spacewatch          | —         | MPC                           |
| 262368     | 2006 TX90  | 13 out 2006 | Kitt Peak         | Spacewatch          | —         | MPC                           |
| 262369     | 2006 TN93  | 15 out 2006 | Kitt Peak         | Spacewatch          | —         | MPC                           |
| 262370     | 2006 TX94  | 15 out 2006 | Lulin             | C.-S. Lin, Q.-z. Ye | —         | MPC                           |
| 262371     | 2006 TZ98  | 15 out 2006 | Kitt Peak         | Spacewatch          | —         | MPC                           |
| 262372     | 2006 TA99  | 15 out 2006 | Kitt Peak         | Spacewatch          | —         | MPC                           |
| 262373     | 2006 TB99  | 15 out 2006 | Kitt Peak         | Spacewatch          | —         | MPC                           |
| 262374     | 2006 TX99  | 15 out 2006 | Kitt Peak         | Spacewatch          | —         | MPC                           |
| 262375     | 2006 TK101 | 15 out 2006 | Kitt Peak         | Spacewatch          | —         | MPC                           |
| 262376     | 2006 TS101 | 15 out 2006 | Kitt Peak         | Spacewatch          | —         | MPC                           |
| 262377     | 2006 TX102 | 15 out 2006 | Kitt Peak         | Spacewatch          | —         | MPC                           |
| 262378     | 2006 TE109 | 3 out 2006  | Mount Lemmon      | Mount Lemmon Survey | —         | MPC                           |
| 262379     | 2006 TM110 | 13 out 2006 | Kitt Peak         | Spacewatch          | —         | MPC                           |
| 262380     | 2006 TJ111 | 1 out 2006  | Apache Point      | A. C. Becker        | —         | MPC                           |
| 262381     | 2006 TV111 | 1 out 2006  | Apache Point      | A. C. Becker        | —         | MPC                           |
| 262382     | 2006 TG124 | 2 out 2006  | Mount Lemmon      | Mount Lemmon Survey | Brangane  | MPC                           |
| 262383     | 2006 TY126 | 3 out 2006  | Mount Lemmon      | Mount Lemmon Survey | —         | MPC                           |
| 262384     | 2006 TX127 | 12 out 2006 | Palomar           | NEAT                | —         | MPC                           |
| 262385     | 2006 UT    | 16 out 2006 | Altschwendt       | W. Ries             | —         | MPC                           |
| 262386     | 2006 UD1   | 17 out 2006 | Altschwendt       | W. Ries             | —         | MPC                           |
| 262387     | 2006 UM3   | 16 out 2006 | Catalina          | CSS                 | —         | MPC                           |
| 262388     | 2006 UC4   | 18 out 2006 | Piszkéstető       | K. Sárneczky        | —         | MPC                           |
| 262389     | 2006 UP6   | 16 out 2006 | Catalina          | CSS                 | —         | MPC                           |
| 262390     | 2006 UH9   | 16 out 2006 | Catalina          | CSS                 | —         | MPC                           |
| 262391     | 2006 UK9   | 16 out 2006 | Kitt Peak         | Spacewatch          | —         | MPC                           |
| 262392     | 2006 UU9   | 16 out 2006 | Catalina          | CSS                 | —         | MPC                           |
| 262393     | 2006 UW9   | 16 out 2006 | Kitt Peak         | Spacewatch          | —         | MPC                           |
| 262394     | 2006 UO10  | 17 out 2006 | Mount Lemmon      | Mount Lemmon Survey | —         | MPC                           |
| 262395     | 2006 US10  | 17 out 2006 | Mount Lemmon      | Mount Lemmon Survey | —         | MPC                           |
| 262396     | 2006 UV10  | 17 out 2006 | Mount Lemmon      | Mount Lemmon Survey | —         | MPC                           |
| 262397     | 2006 UM11  | 17 out 2006 | Mount Lemmon      | Mount Lemmon Survey | Eos       | MPC                           |
| 262398     | 2006 UN11  | 17 out 2006 | Mount Lemmon      | Mount Lemmon Survey | —         | MPC                           |
| 262399     | 2006 UO11  | 17 out 2006 | Mount Lemmon      | Mount Lemmon Survey | —         | MPC                           |
| 262400     | 2006 UT12  | 17 out 2006 | Mount Lemmon      | Mount Lemmon Survey | —         | MPC                           |

## 262401–262500
| Designação       | Designação | Descoberta  | Descoberta   | Descobridor(es)           | Categoria | Mais informações / Referência |
| Permanente       | Provisória | Data        | Local        | Descobridor(es)           | Categoria | Mais informações / Referência |
| ---------------- | ---------- | ----------- | ------------ | ------------------------- | --------- | ----------------------------- |
| 262401           | 2006 UU12  | 17 out 2006 | Mount Lemmon | Mount Lemmon Survey       | —         | MPC                           |
| 262402           | 2006 UX13  | 17 out 2006 | Mount Lemmon | Mount Lemmon Survey       | Mitidika  | MPC                           |
| 262403           | 2006 UE18  | 16 out 2006 | Mount Lemmon | Mount Lemmon Survey       | —         | MPC                           |
| 262404           | 2006 UV19  | 16 out 2006 | Kitt Peak    | Spacewatch                | —         | MPC                           |
| 262405           | 2006 UX20  | 16 out 2006 | Kitt Peak    | Spacewatch                | —         | MPC                           |
| 262406           | 2006 UO21  | 16 out 2006 | Kitt Peak    | Spacewatch                | —         | MPC                           |
| 262407           | 2006 UE22  | 16 out 2006 | Mount Lemmon | Mount Lemmon Survey       | —         | MPC                           |
| 262408           | 2006 UE23  | 16 out 2006 | Kitt Peak    | Spacewatch                | —         | MPC                           |
| 262409           | 2006 US33  | 16 out 2006 | Kitt Peak    | Spacewatch                | —         | MPC                           |
| 262410           | 2006 UF42  | 16 out 2006 | Kitt Peak    | Spacewatch                | —         | MPC                           |
| 262411           | 2006 UN42  | 16 out 2006 | Kitt Peak    | Spacewatch                | —         | MPC                           |
| 262412           | 2006 UG43  | 16 out 2006 | Kitt Peak    | Spacewatch                | —         | MPC                           |
| 262413           | 2006 UQ44  | 16 out 2006 | Kitt Peak    | Spacewatch                | —         | MPC                           |
| 262414           | 2006 UB45  | 16 out 2006 | Kitt Peak    | Spacewatch                | —         | MPC                           |
| 262415           | 2006 UF45  | 16 out 2006 | Kitt Peak    | Spacewatch                | —         | MPC                           |
| 262416           | 2006 UJ51  | 17 out 2006 | Mount Lemmon | Mount Lemmon Survey       | —         | MPC                           |
| 262417           | 2006 UD60  | 19 out 2006 | Catalina     | CSS                       | —         | MPC                           |
| 262418 Samofalov | 2006 UV61  | 17 out 2006 | Andrushivka  | Andrushivka Obs.          | —         | MPC                           |
| 262419 Suzaka    | 2006 UK63  | 20 out 2006 | Nyukasa      | Y. Sorimachi, A. Nakajima | —         | MPC                           |
| 262420           | 2006 US68  | 16 out 2006 | Catalina     | CSS                       | —         | MPC                           |
| 262421           | 2006 UP69  | 16 out 2006 | Catalina     | CSS                       | —         | MPC                           |
| 262422           | 2006 UN70  | 16 out 2006 | Catalina     | CSS                       | —         | MPC                           |
| 262423           | 2006 UR70  | 16 out 2006 | Catalina     | CSS                       | —         | MPC                           |
| 262424           | 2006 UK71  | 16 out 2006 | Kitt Peak    | Spacewatch                | —         | MPC                           |
| 262425           | 2006 UU72  | 17 out 2006 | Kitt Peak    | Spacewatch                | —         | MPC                           |
| 262426           | 2006 UT75  | 17 out 2006 | Mount Lemmon | Mount Lemmon Survey       | —         | MPC                           |
| 262427           | 2006 UG76  | 17 out 2006 | Mount Lemmon | Mount Lemmon Survey       | —         | MPC                           |
| 262428           | 2006 UL76  | 17 out 2006 | Mount Lemmon | Mount Lemmon Survey       | —         | MPC                           |
| 262429           | 2006 UV79  | 17 out 2006 | Mount Lemmon | Mount Lemmon Survey       | —         | MPC                           |
| 262430           | 2006 UK80  | 17 out 2006 | Mount Lemmon | Mount Lemmon Survey       | —         | MPC                           |
| 262431           | 2006 UU81  | 17 out 2006 | Mount Lemmon | Mount Lemmon Survey       | —         | MPC                           |
| 262432           | 2006 UZ81  | 17 out 2006 | Kitt Peak    | Spacewatch                | Maria     | MPC                           |
| 262433           | 2006 UD83  | 17 out 2006 | Mount Lemmon | Mount Lemmon Survey       | —         | MPC                           |
| 262434           | 2006 UQ83  | 17 out 2006 | Catalina     | CSS                       | —         | MPC                           |
| 262435           | 2006 UW86  | 17 out 2006 | Mount Lemmon | Mount Lemmon Survey       | Mitidika  | MPC                           |
| 262436           | 2006 UG88  | 17 out 2006 | Kitt Peak    | Spacewatch                | —         | MPC                           |
| 262437           | 2006 UD89  | 17 out 2006 | Kitt Peak    | Spacewatch                | —         | MPC                           |
| 262438           | 2006 UK89  | 17 out 2006 | Mount Lemmon | Mount Lemmon Survey       | —         | MPC                           |
| 262439           | 2006 UA90  | 17 out 2006 | Kitt Peak    | Spacewatch                | Brangane  | MPC                           |
| 262440           | 2006 US90  | 17 out 2006 | Kitt Peak    | Spacewatch                | —         | MPC                           |
| 262441           | 2006 UB91  | 17 out 2006 | Kitt Peak    | Spacewatch                | —         | MPC                           |
| 262442           | 2006 UD92  | 18 out 2006 | Kitt Peak    | Spacewatch                | —         | MPC                           |
| 262443           | 2006 UM95  | 18 out 2006 | Kitt Peak    | Spacewatch                | —         | MPC                           |
| 262444           | 2006 UP97  | 18 out 2006 | Kitt Peak    | Spacewatch                | Mitidika  | MPC                           |
| 262445           | 2006 UW100 | 18 out 2006 | Kitt Peak    | Spacewatch                | —         | MPC                           |
| 262446           | 2006 UP106 | 18 out 2006 | Kitt Peak    | Spacewatch                | —         | MPC                           |
| 262447           | 2006 UF107 | 18 out 2006 | Kitt Peak    | Spacewatch                | —         | MPC                           |
| 262448           | 2006 UT107 | 18 out 2006 | Kitt Peak    | Spacewatch                | —         | MPC                           |
| 262449           | 2006 UE108 | 18 out 2006 | Kitt Peak    | Spacewatch                | —         | MPC                           |
| 262450           | 2006 UJ108 | 18 out 2006 | Kitt Peak    | Spacewatch                | —         | MPC                           |
| 262451           | 2006 UC109 | 18 out 2006 | Kitt Peak    | Spacewatch                | —         | MPC                           |
| 262452           | 2006 UG110 | 19 out 2006 | Kitt Peak    | Spacewatch                | —         | MPC                           |
| 262453           | 2006 UE113 | 19 out 2006 | Kitt Peak    | Spacewatch                | —         | MPC                           |
| 262454           | 2006 UE118 | 19 out 2006 | Kitt Peak    | Spacewatch                | —         | MPC                           |
| 262455           | 2006 UB123 | 19 out 2006 | Kitt Peak    | Spacewatch                | Mitidika  | MPC                           |
| 262456           | 2006 UQ124 | 19 out 2006 | Mount Lemmon | Mount Lemmon Survey       | —         | MPC                           |
| 262457           | 2006 UB126 | 19 out 2006 | Kitt Peak    | Spacewatch                | —         | MPC                           |
| 262458           | 2006 UP126 | 19 out 2006 | Kitt Peak    | Spacewatch                | —         | MPC                           |
| 262459           | 2006 UG128 | 19 out 2006 | Kitt Peak    | Spacewatch                | —         | MPC                           |
| 262460           | 2006 UX128 | 19 out 2006 | Kitt Peak    | Spacewatch                | —         | MPC                           |
| 262461           | 2006 UP129 | 19 out 2006 | Kitt Peak    | Spacewatch                | —         | MPC                           |
| 262462           | 2006 UF138 | 19 out 2006 | Kitt Peak    | Spacewatch                | —         | MPC                           |
| 262463           | 2006 UU139 | 19 out 2006 | Mount Lemmon | Mount Lemmon Survey       | —         | MPC                           |
| 262464           | 2006 UF141 | 19 out 2006 | Mount Lemmon | Mount Lemmon Survey       | —         | MPC                           |
| 262465           | 2006 UR145 | 20 out 2006 | Kitt Peak    | Spacewatch                | —         | MPC                           |
| 262466           | 2006 UL146 | 20 out 2006 | Kitt Peak    | Spacewatch                | —         | MPC                           |
| 262467           | 2006 UR149 | 20 out 2006 | Mount Lemmon | Mount Lemmon Survey       | —         | MPC                           |
| 262468           | 2006 UO151 | 20 out 2006 | Catalina     | CSS                       | Meliboea  | MPC                           |
| 262469           | 2006 UT152 | 21 out 2006 | Kitt Peak    | Spacewatch                | —         | MPC                           |
| 262470           | 2006 UQ153 | 21 out 2006 | Kitt Peak    | Spacewatch                | —         | MPC                           |
| 262471           | 2006 UC158 | 21 out 2006 | Mount Lemmon | Mount Lemmon Survey       | —         | MPC                           |
| 262472           | 2006 UG158 | 21 out 2006 | Mount Lemmon | Mount Lemmon Survey       | —         | MPC                           |
| 262473           | 2006 UH167 | 21 out 2006 | Mount Lemmon | Mount Lemmon Survey       | —         | MPC                           |
| 262474           | 2006 UM173 | 22 out 2006 | Mount Lemmon | Mount Lemmon Survey       | —         | MPC                           |
| 262475           | 2006 UJ175 | 16 out 2006 | Catalina     | CSS                       | —         | MPC                           |
| 262476           | 2006 UM175 | 16 out 2006 | Catalina     | CSS                       | —         | MPC                           |
| 262477           | 2006 UQ181 | 16 out 2006 | Catalina     | CSS                       | —         | MPC                           |
| 262478           | 2006 UP182 | 16 out 2006 | Catalina     | CSS                       | —         | MPC                           |
| 262479           | 2006 UQ182 | 16 out 2006 | Catalina     | CSS                       | —         | MPC                           |
| 262480           | 2006 UV192 | 19 out 2006 | Mount Lemmon | Mount Lemmon Survey       | —         | MPC                           |
| 262481           | 2006 UD194 | 20 out 2006 | Kitt Peak    | Spacewatch                | —         | MPC                           |
| 262482           | 2006 UN195 | 20 out 2006 | Kitt Peak    | Spacewatch                | —         | MPC                           |
| 262483           | 2006 UG196 | 20 out 2006 | Kitt Peak    | Spacewatch                | —         | MPC                           |
| 262484           | 2006 UV196 | 20 out 2006 | Mount Lemmon | Mount Lemmon Survey       | —         | MPC                           |
| 262485           | 2006 UZ196 | 20 out 2006 | Kitt Peak    | Spacewatch                | —         | MPC                           |
| 262486           | 2006 UJ200 | 21 out 2006 | Kitt Peak    | Spacewatch                | —         | MPC                           |
| 262487           | 2006 US200 | 21 out 2006 | Kitt Peak    | Spacewatch                | —         | MPC                           |
| 262488           | 2006 UP202 | 22 out 2006 | Catalina     | CSS                       | Eos       | MPC                           |
| 262489           | 2006 US203 | 22 out 2006 | Palomar      | NEAT                      | —         | MPC                           |
| 262490           | 2006 UT207 | 23 out 2006 | Kitt Peak    | Spacewatch                | —         | MPC                           |
| 262491           | 2006 UV210 | 23 out 2006 | Kitt Peak    | Spacewatch                | —         | MPC                           |
| 262492           | 2006 UA212 | 23 out 2006 | Kitt Peak    | Spacewatch                | —         | MPC                           |
| 262493           | 2006 UY212 | 23 out 2006 | Kitt Peak    | Spacewatch                | —         | MPC                           |
| 262494           | 2006 UQ218 | 16 out 2006 | Catalina     | CSS                       | —         | MPC                           |
| 262495           | 2006 UK226 | 20 out 2006 | Kitt Peak    | Spacewatch                | —         | MPC                           |
| 262496           | 2006 US226 | 20 out 2006 | Kitt Peak    | Spacewatch                | —         | MPC                           |
| 262497           | 2006 UA227 | 20 out 2006 | Palomar      | NEAT                      | —         | MPC                           |
| 262498           | 2006 UM232 | 21 out 2006 | Mount Lemmon | Mount Lemmon Survey       | —         | MPC                           |
| 262499           | 2006 UF236 | 23 out 2006 | Kitt Peak    | Spacewatch                | —         | MPC                           |
| 262500           | 2006 UF240 | 23 out 2006 | Kitt Peak    | Spacewatch                | —         | MPC                           |

## 262501–262600
| Designação     | Designação | Descoberta  | Descoberta       | Descobridor(es)             | Categoria | Mais informações / Referência |
| Permanente     | Provisória | Data        | Local            | Descobridor(es)             | Categoria | Mais informações / Referência |
| -------------- | ---------- | ----------- | ---------------- | --------------------------- | --------- | ----------------------------- |
| 262501         | 2006 UB241 | 23 out 2006 | Mount Lemmon     | Mount Lemmon Survey         | —         | MPC                           |
| 262502         | 2006 UM255 | 27 out 2006 | Mount Lemmon     | Mount Lemmon Survey         | —         | MPC                           |
| 262503         | 2006 UR256 | 28 out 2006 | Kitt Peak        | Spacewatch                  | —         | MPC                           |
| 262504         | 2006 UN257 | 28 out 2006 | Mount Lemmon     | Mount Lemmon Survey         | —         | MPC                           |
| 262505         | 2006 UY257 | 28 out 2006 | Mount Lemmon     | Mount Lemmon Survey         | —         | MPC                           |
| 262506         | 2006 UF259 | 28 out 2006 | Mount Lemmon     | Mount Lemmon Survey         | Mitidika  | MPC                           |
| 262507         | 2006 UU263 | 27 out 2006 | Kitt Peak        | Spacewatch                  | —         | MPC                           |
| 262508         | 2006 UQ264 | 27 out 2006 | Kitt Peak        | Spacewatch                  | —         | MPC                           |
| 262509         | 2006 UR264 | 27 out 2006 | Mount Lemmon     | Mount Lemmon Survey         | —         | MPC                           |
| 262510         | 2006 UD267 | 27 out 2006 | Catalina         | CSS                         | —         | MPC                           |
| 262511         | 2006 UZ268 | 27 out 2006 | Mount Lemmon     | Mount Lemmon Survey         | Mitidika  | MPC                           |
| 262512         | 2006 UP269 | 27 out 2006 | Kitt Peak        | Spacewatch                  | —         | MPC                           |
| 262513         | 2006 UJ271 | 27 out 2006 | Kitt Peak        | Spacewatch                  | —         | MPC                           |
| 262514         | 2006 US272 | 27 out 2006 | Kitt Peak        | Spacewatch                  | —         | MPC                           |
| 262515         | 2006 UG276 | 28 out 2006 | Mount Lemmon     | Mount Lemmon Survey         | —         | MPC                           |
| 262516         | 2006 UR277 | 28 out 2006 | Kitt Peak        | Spacewatch                  | —         | MPC                           |
| 262517         | 2006 UH279 | 28 out 2006 | Mount Lemmon     | Mount Lemmon Survey         | —         | MPC                           |
| 262518         | 2006 UN279 | 28 out 2006 | Mount Lemmon     | Mount Lemmon Survey         | —         | MPC                           |
| 262519         | 2006 UN281 | 28 out 2006 | Mount Lemmon     | Mount Lemmon Survey         | —         | MPC                           |
| 262520         | 2006 UR281 | 28 out 2006 | Mount Lemmon     | Mount Lemmon Survey         | —         | MPC                           |
| 262521         | 2006 UD284 | 28 out 2006 | Kitt Peak        | Spacewatch                  | —         | MPC                           |
| 262522         | 2006 UJ284 | 28 out 2006 | Kitt Peak        | Spacewatch                  | —         | MPC                           |
| 262523         | 2006 UJ289 | 31 out 2006 | Kitt Peak        | Spacewatch                  | —         | MPC                           |
| 262524         | 2006 UU290 | 19 out 2006 | Kitt Peak        | Spacewatch                  | —         | MPC                           |
| 262525         | 2006 UV312 | 19 out 2006 | Kitt Peak        | M. W. Buie                  | —         | MPC                           |
| 262526         | 2006 UD321 | 19 out 2006 | Kitt Peak        | M. W. Buie                  | —         | MPC                           |
| 262527         | 2006 UN327 | 31 out 2006 | Mount Lemmon     | Mount Lemmon Survey         | —         | MPC                           |
| 262528         | 2006 UK328 | 17 out 2006 | Mount Lemmon     | Mount Lemmon Survey         | —         | MPC                           |
| 262529         | 2006 UJ329 | 23 out 2006 | Palomar          | NEAT                        | —         | MPC                           |
| 262530         | 2006 UT329 | 29 out 2006 | Catalina         | CSS                         | Brangane  | MPC                           |
| 262531         | 2006 UV329 | 30 out 2006 | Catalina         | CSS                         | —         | MPC                           |
| 262532         | 2006 UK331 | 17 out 2006 | Mount Lemmon     | Mount Lemmon Survey         | —         | MPC                           |
| 262533         | 2006 UC338 | 23 out 2006 | Mount Lemmon     | Mount Lemmon Survey         | —         | MPC                           |
| 262534         | 2006 UF338 | 27 out 2006 | Mount Lemmon     | Mount Lemmon Survey         | —         | MPC                           |
| 262535         | 2006 UK340 | 19 out 2006 | Mount Lemmon     | Mount Lemmon Survey         | —         | MPC                           |
| 262536 Nowikow | 2006 UJ349 | 26 out 2006 | Mauna Kea        | P. A. Wiegert, A. Papadimos | Mitidika  | MPC                           |
| 262537         | 2006 UG357 | 21 out 2006 | Kitt Peak        | Spacewatch                  | —         | MPC                           |
| 262538         | 2006 VF    | 1 nov 2006  | 7300 Observatory | W. K. Y. Yeung              | —         | MPC                           |
| 262539         | 2006 VA4   | 9 nov 2006  | Kitt Peak        | Spacewatch                  | —         | MPC                           |
| 262540         | 2006 VF6   | 10 nov 2006 | Kitt Peak        | Spacewatch                  | —         | MPC                           |
| 262541         | 2006 VR6   | 10 nov 2006 | Kitt Peak        | Spacewatch                  | —         | MPC                           |
| 262542         | 2006 VU6   | 10 nov 2006 | Kitt Peak        | Spacewatch                  | —         | MPC                           |
| 262543         | 2006 VJ8   | 11 nov 2006 | Kitt Peak        | Spacewatch                  | Mitidika  | MPC                           |
| 262544         | 2006 VS8   | 11 nov 2006 | Kitt Peak        | Spacewatch                  | —         | MPC                           |
| 262545         | 2006 VU8   | 11 nov 2006 | Kitt Peak        | Spacewatch                  | —         | MPC                           |
| 262546         | 2006 VN9   | 11 nov 2006 | Catalina         | CSS                         | —         | MPC                           |
| 262547         | 2006 VP9   | 11 nov 2006 | Catalina         | CSS                         | Mitidika  | MPC                           |
| 262548         | 2006 VR9   | 11 nov 2006 | Mount Lemmon     | Mount Lemmon Survey         | —         | MPC                           |
| 262549         | 2006 VW14  | 9 nov 2006  | Kitt Peak        | Spacewatch                  | —         | MPC                           |
| 262550         | 2006 VF16  | 9 nov 2006  | Kitt Peak        | Spacewatch                  | —         | MPC                           |
| 262551         | 2006 VZ17  | 9 nov 2006  | Kitt Peak        | Spacewatch                  | —         | MPC                           |
| 262552         | 2006 VB18  | 9 nov 2006  | Kitt Peak        | Spacewatch                  | —         | MPC                           |
| 262553         | 2006 VQ19  | 9 nov 2006  | Kitt Peak        | Spacewatch                  | —         | MPC                           |
| 262554         | 2006 VR22  | 10 nov 2006 | Kitt Peak        | Spacewatch                  | Mitidika  | MPC                           |
| 262555         | 2006 VL23  | 10 nov 2006 | Kitt Peak        | Spacewatch                  | Themis    | MPC                           |
| 262556         | 2006 VL24  | 10 nov 2006 | Kitt Peak        | Spacewatch                  | —         | MPC                           |
| 262557         | 2006 VT25  | 10 nov 2006 | Kitt Peak        | Spacewatch                  | —         | MPC                           |
| 262558         | 2006 VP26  | 10 nov 2006 | Kitt Peak        | Spacewatch                  | Phocaea   | MPC                           |
| 262559         | 2006 VZ26  | 10 nov 2006 | Kitt Peak        | Spacewatch                  | —         | MPC                           |
| 262560         | 2006 VC27  | 10 nov 2006 | Kitt Peak        | Spacewatch                  | —         | MPC                           |
| 262561         | 2006 VL28  | 10 nov 2006 | Kitt Peak        | Spacewatch                  | —         | MPC                           |
| 262562         | 2006 VN28  | 10 nov 2006 | Kitt Peak        | Spacewatch                  | —         | MPC                           |
| 262563         | 2006 VE29  | 10 nov 2006 | Kitt Peak        | Spacewatch                  | —         | MPC                           |
| 262564         | 2006 VG30  | 10 nov 2006 | Kitt Peak        | Spacewatch                  | —         | MPC                           |
| 262565         | 2006 VH30  | 10 nov 2006 | Kitt Peak        | Spacewatch                  | —         | MPC                           |
| 262566         | 2006 VE31  | 10 nov 2006 | Kitt Peak        | Spacewatch                  | —         | MPC                           |
| 262567         | 2006 VT33  | 11 nov 2006 | Mount Lemmon     | Mount Lemmon Survey         | —         | MPC                           |
| 262568         | 2006 VS35  | 11 nov 2006 | Mount Lemmon     | Mount Lemmon Survey         | —         | MPC                           |
| 262569         | 2006 VW41  | 12 nov 2006 | Mount Lemmon     | Mount Lemmon Survey         | —         | MPC                           |
| 262570         | 2006 VJ43  | 13 nov 2006 | Kitt Peak        | Spacewatch                  | —         | MPC                           |
| 262571         | 2006 VK43  | 13 nov 2006 | Kitt Peak        | Spacewatch                  | —         | MPC                           |
| 262572         | 2006 VH49  | 10 nov 2006 | Kitt Peak        | Spacewatch                  | —         | MPC                           |
| 262573         | 2006 VZ57  | 11 nov 2006 | Kitt Peak        | Spacewatch                  | —         | MPC                           |
| 262574         | 2006 VH60  | 11 nov 2006 | Kitt Peak        | Spacewatch                  | —         | MPC                           |
| 262575         | 2006 VS63  | 11 nov 2006 | Kitt Peak        | Spacewatch                  | Brangane  | MPC                           |
| 262576         | 2006 VQ64  | 11 nov 2006 | Kitt Peak        | Spacewatch                  | Mitidika  | MPC                           |
| 262577         | 2006 VQ67  | 11 nov 2006 | Kitt Peak        | Spacewatch                  | —         | MPC                           |
| 262578         | 2006 VW67  | 11 nov 2006 | Kitt Peak        | Spacewatch                  | —         | MPC                           |
| 262579         | 2006 VH68  | 11 nov 2006 | Kitt Peak        | Spacewatch                  | —         | MPC                           |
| 262580         | 2006 VQ71  | 11 nov 2006 | Mount Lemmon     | Mount Lemmon Survey         | —         | MPC                           |
| 262581         | 2006 VU73  | 11 nov 2006 | Kitt Peak        | Spacewatch                  | —         | MPC                           |
| 262582         | 2006 VB74  | 11 nov 2006 | Mount Lemmon     | Mount Lemmon Survey         | —         | MPC                           |
| 262583         | 2006 VQ78  | 12 nov 2006 | Mount Lemmon     | Mount Lemmon Survey         | —         | MPC                           |
| 262584         | 2006 VP81  | 12 nov 2006 | Lulin            | H.-C. Lin, Q.-z. Ye         | —         | MPC                           |
| 262585         | 2006 VA83  | 13 nov 2006 | Kitt Peak        | Spacewatch                  | —         | MPC                           |
| 262586         | 2006 VJ86  | 14 nov 2006 | Socorro          | LINEAR                      | —         | MPC                           |
| 262587         | 2006 VD95  | 15 nov 2006 | Ottmarsheim      | C. Rinner                   | —         | MPC                           |
| 262588         | 2006 VZ95  | 10 nov 2006 | Kitt Peak        | Spacewatch                  | —         | MPC                           |
| 262589         | 2006 VL96  | 10 nov 2006 | Kitt Peak        | Spacewatch                  | —         | MPC                           |
| 262590         | 2006 VH98  | 11 nov 2006 | Kitt Peak        | Spacewatch                  | —         | MPC                           |
| 262591         | 2006 VX100 | 11 nov 2006 | Catalina         | CSS                         | —         | MPC                           |
| 262592         | 2006 VY100 | 11 nov 2006 | Catalina         | CSS                         | —         | MPC                           |
| 262593         | 2006 VK102 | 12 nov 2006 | Mount Lemmon     | Mount Lemmon Survey         | —         | MPC                           |
| 262594         | 2006 VP104 | 13 nov 2006 | Catalina         | CSS                         | —         | MPC                           |
| 262595         | 2006 VK111 | 13 nov 2006 | Kitt Peak        | Spacewatch                  | —         | MPC                           |
| 262596         | 2006 VL114 | 14 nov 2006 | Mount Lemmon     | Mount Lemmon Survey         | —         | MPC                           |
| 262597         | 2006 VF116 | 14 nov 2006 | Catalina         | CSS                         | —         | MPC                           |
| 262598         | 2006 VH116 | 14 nov 2006 | Socorro          | LINEAR                      | —         | MPC                           |
| 262599         | 2006 VC118 | 14 nov 2006 | Kitt Peak        | Spacewatch                  | —         | MPC                           |
| 262600         | 2006 VV120 | 14 nov 2006 | Kitt Peak        | Spacewatch                  | —         | MPC                           |

## 262601–262700
| Designação | Designação | Descoberta  | Descoberta    | Descobridor(es)     | Categoria | Mais informações / Referência |
| Permanente | Provisória | Data        | Local         | Descobridor(es)     | Categoria | Mais informações / Referência |
| ---------- | ---------- | ----------- | ------------- | ------------------- | --------- | ----------------------------- |
| 262601     | 2006 VZ120 | 14 nov 2006 | Kitt Peak     | Spacewatch          | —         | MPC                           |
| 262602     | 2006 VH121 | 14 nov 2006 | Catalina      | CSS                 | —         | MPC                           |
| 262603     | 2006 VU122 | 14 nov 2006 | Kitt Peak     | Spacewatch          | —         | MPC                           |
| 262604     | 2006 VP123 | 14 nov 2006 | Kitt Peak     | Spacewatch          | —         | MPC                           |
| 262605     | 2006 VP133 | 15 nov 2006 | Socorro       | LINEAR              | —         | MPC                           |
| 262606     | 2006 VF134 | 15 nov 2006 | Mount Lemmon  | Mount Lemmon Survey | Mitidika  | MPC                           |
| 262607     | 2006 VC137 | 15 nov 2006 | Kitt Peak     | Spacewatch          | —         | MPC                           |
| 262608     | 2006 VZ140 | 15 nov 2006 | Kitt Peak     | Spacewatch          | —         | MPC                           |
| 262609     | 2006 VD141 | 13 nov 2006 | La Sagra      | Mallorca Obs.       | —         | MPC                           |
| 262610     | 2006 VU144 | 15 nov 2006 | Catalina      | CSS                 | —         | MPC                           |
| 262611     | 2006 VX147 | 15 nov 2006 | Catalina      | CSS                 | —         | MPC                           |
| 262612     | 2006 VH148 | 15 nov 2006 | Mount Lemmon  | Mount Lemmon Survey | —         | MPC                           |
| 262613     | 2006 VW149 | 9 nov 2006  | Palomar       | NEAT                | —         | MPC                           |
| 262614     | 2006 VD150 | 9 nov 2006  | Palomar       | NEAT                | Mitidika  | MPC                           |
| 262615     | 2006 VE151 | 9 nov 2006  | Palomar       | NEAT                | —         | MPC                           |
| 262616     | 2006 VR151 | 9 nov 2006  | Palomar       | NEAT                | —         | MPC                           |
| 262617     | 2006 VT153 | 8 nov 2006  | Palomar       | NEAT                | —         | MPC                           |
| 262618     | 2006 VO171 | 1 nov 2006  | Kitt Peak     | Spacewatch          | —         | MPC                           |
| 262619     | 2006 VN172 | 13 nov 2006 | Mount Lemmon  | Mount Lemmon Survey | —         | MPC                           |
| 262620     | 2006 WA2   | 18 nov 2006 | 7300          | W. K. Y. Yeung      | —         | MPC                           |
| 262621     | 2006 WG2   | 16 nov 2006 | Needville     | Needville Obs.      | —         | MPC                           |
| 262622     | 2006 WU2   | 20 nov 2006 | 7300          | W. K. Y. Yeung      | —         | MPC                           |
| 262623     | 2006 WY2   | 17 nov 2006 | Siding Spring | SSS                 | —         | MPC                           |
| 262624     | 2006 WN4   | 19 nov 2006 | Socorro       | LINEAR              | —         | MPC                           |
| 262625     | 2006 WR8   | 16 nov 2006 | Kitt Peak     | Spacewatch          | —         | MPC                           |
| 262626     | 2006 WO14  | 16 nov 2006 | Mount Lemmon  | Mount Lemmon Survey | Phocaea   | MPC                           |
| 262627     | 2006 WF16  | 17 nov 2006 | Kitt Peak     | Spacewatch          | —         | MPC                           |
| 262628     | 2006 WE21  | 17 nov 2006 | Mount Lemmon  | Mount Lemmon Survey | —         | MPC                           |
| 262629     | 2006 WT22  | 17 nov 2006 | Mount Lemmon  | Mount Lemmon Survey | —         | MPC                           |
| 262630     | 2006 WX27  | 22 nov 2006 | 7300          | W. K. Y. Yeung      | —         | MPC                           |
| 262631     | 2006 WM32  | 16 nov 2006 | Kitt Peak     | Spacewatch          | —         | MPC                           |
| 262632     | 2006 WN33  | 16 nov 2006 | Kitt Peak     | Spacewatch          | —         | MPC                           |
| 262633     | 2006 WU33  | 16 nov 2006 | Kitt Peak     | Spacewatch          | —         | MPC                           |
| 262634     | 2006 WF39  | 16 nov 2006 | Kitt Peak     | Spacewatch          | —         | MPC                           |
| 262635     | 2006 WG39  | 16 nov 2006 | Kitt Peak     | Spacewatch          | —         | MPC                           |
| 262636     | 2006 WT40  | 16 nov 2006 | Kitt Peak     | Spacewatch          | Brangane  | MPC                           |
| 262637     | 2006 WT41  | 16 nov 2006 | Mount Lemmon  | Mount Lemmon Survey | —         | MPC                           |
| 262638     | 2006 WY41  | 16 nov 2006 | Mount Lemmon  | Mount Lemmon Survey | —         | MPC                           |
| 262639     | 2006 WA45  | 16 nov 2006 | Catalina      | CSS                 | —         | MPC                           |
| 262640     | 2006 WG48  | 16 nov 2006 | Kitt Peak     | Spacewatch          | —         | MPC                           |
| 262641     | 2006 WE49  | 16 nov 2006 | Mount Lemmon  | Mount Lemmon Survey | —         | MPC                           |
| 262642     | 2006 WT49  | 16 nov 2006 | Kitt Peak     | Spacewatch          | —         | MPC                           |
| 262643     | 2006 WS50  | 16 nov 2006 | Kitt Peak     | Spacewatch          | —         | MPC                           |
| 262644     | 2006 WK51  | 16 nov 2006 | Mount Lemmon  | Mount Lemmon Survey | —         | MPC                           |
| 262645     | 2006 WC52  | 16 nov 2006 | Kitt Peak     | Spacewatch          | —         | MPC                           |
| 262646     | 2006 WS53  | 16 nov 2006 | Kitt Peak     | Spacewatch          | —         | MPC                           |
| 262647     | 2006 WJ55  | 16 nov 2006 | Kitt Peak     | Spacewatch          | —         | MPC                           |
| 262648     | 2006 WE57  | 16 nov 2006 | Kitt Peak     | Spacewatch          | —         | MPC                           |
| 262649     | 2006 WY60  | 17 nov 2006 | Mount Lemmon  | Mount Lemmon Survey | —         | MPC                           |
| 262650     | 2006 WN61  | 17 nov 2006 | Catalina      | CSS                 | —         | MPC                           |
| 262651     | 2006 WL63  | 17 nov 2006 | Mount Lemmon  | Mount Lemmon Survey | —         | MPC                           |
| 262652     | 2006 WG69  | 17 nov 2006 | Mount Lemmon  | Mount Lemmon Survey | —         | MPC                           |
| 262653     | 2006 WM70  | 18 nov 2006 | Kitt Peak     | Spacewatch          | —         | MPC                           |
| 262654     | 2006 WT86  | 18 nov 2006 | Socorro       | LINEAR              | —         | MPC                           |
| 262655     | 2006 WL90  | 18 nov 2006 | Mount Lemmon  | Mount Lemmon Survey | —         | MPC                           |
| 262656     | 2006 WM90  | 18 nov 2006 | Mount Lemmon  | Mount Lemmon Survey | —         | MPC                           |
| 262657     | 2006 WO95  | 19 nov 2006 | Kitt Peak     | Spacewatch          | —         | MPC                           |
| 262658     | 2006 WL102 | 19 nov 2006 | Kitt Peak     | Spacewatch          | —         | MPC                           |
| 262659     | 2006 WB105 | 19 nov 2006 | Kitt Peak     | Spacewatch          | —         | MPC                           |
| 262660     | 2006 WH105 | 19 nov 2006 | Kitt Peak     | Spacewatch          | —         | MPC                           |
| 262661     | 2006 WJ105 | 19 nov 2006 | Kitt Peak     | Spacewatch          | —         | MPC                           |
| 262662     | 2006 WT108 | 19 nov 2006 | Kitt Peak     | Spacewatch          | —         | MPC                           |
| 262663     | 2006 WG109 | 19 nov 2006 | Kitt Peak     | Spacewatch          | —         | MPC                           |
| 262664     | 2006 WJ109 | 19 nov 2006 | Kitt Peak     | Spacewatch          | —         | MPC                           |
| 262665     | 2006 WK109 | 19 nov 2006 | Kitt Peak     | Spacewatch          | —         | MPC                           |
| 262666     | 2006 WA111 | 19 nov 2006 | Kitt Peak     | Spacewatch          | —         | MPC                           |
| 262667     | 2006 WB119 | 21 nov 2006 | Mount Lemmon  | Mount Lemmon Survey | —         | MPC                           |
| 262668     | 2006 WX120 | 21 nov 2006 | Socorro       | LINEAR              | —         | MPC                           |
| 262669     | 2006 WW122 | 21 nov 2006 | Mount Lemmon  | Mount Lemmon Survey | —         | MPC                           |
| 262670     | 2006 WH128 | 26 nov 2006 | 7300          | W. K. Y. Yeung      | —         | MPC                           |
| 262671     | 2006 WZ136 | 19 nov 2006 | Catalina      | CSS                 | —         | MPC                           |
| 262672     | 2006 WD138 | 19 nov 2006 | Catalina      | CSS                 | —         | MPC                           |
| 262673     | 2006 WH141 | 20 nov 2006 | Kitt Peak     | Spacewatch          | —         | MPC                           |
| 262674     | 2006 WP144 | 20 nov 2006 | Kitt Peak     | Spacewatch          | —         | MPC                           |
| 262675     | 2006 WV146 | 20 nov 2006 | Kitt Peak     | Spacewatch          | Brangane  | MPC                           |
| 262676     | 2006 WS147 | 20 nov 2006 | Socorro       | LINEAR              | —         | MPC                           |
| 262677     | 2006 WO150 | 20 nov 2006 | Kitt Peak     | Spacewatch          | —         | MPC                           |
| 262678     | 2006 WR153 | 21 nov 2006 | Mount Lemmon  | Mount Lemmon Survey | —         | MPC                           |
| 262679     | 2006 WD158 | 22 nov 2006 | Socorro       | LINEAR              | —         | MPC                           |
| 262680     | 2006 WL159 | 22 nov 2006 | Mount Lemmon  | Mount Lemmon Survey | —         | MPC                           |
| 262681     | 2006 WU159 | 22 nov 2006 | Kitt Peak     | Spacewatch          | —         | MPC                           |
| 262682     | 2006 WE160 | 22 nov 2006 | Mount Lemmon  | Mount Lemmon Survey | —         | MPC                           |
| 262683     | 2006 WQ165 | 23 nov 2006 | Kitt Peak     | Spacewatch          | —         | MPC                           |
| 262684     | 2006 WN166 | 23 nov 2006 | Kitt Peak     | Spacewatch          | —         | MPC                           |
| 262685     | 2006 WF169 | 23 nov 2006 | Kitt Peak     | Spacewatch          | —         | MPC                           |
| 262686     | 2006 WD170 | 23 nov 2006 | Kitt Peak     | Spacewatch          | —         | MPC                           |
| 262687     | 2006 WA173 | 23 nov 2006 | Kitt Peak     | Spacewatch          | —         | MPC                           |
| 262688     | 2006 WA177 | 23 nov 2006 | Mount Lemmon  | Mount Lemmon Survey | —         | MPC                           |
| 262689     | 2006 WX179 | 24 nov 2006 | Mount Lemmon  | Mount Lemmon Survey | —         | MPC                           |
| 262690     | 2006 WE185 | 27 nov 2006 | Marly         | Naef Obs.           | —         | MPC                           |
| 262691     | 2006 WA186 | 17 nov 2006 | Palomar       | NEAT                | —         | MPC                           |
| 262692     | 2006 WQ189 | 25 nov 2006 | Mount Lemmon  | Mount Lemmon Survey | —         | MPC                           |
| 262693     | 2006 WZ191 | 27 nov 2006 | Kitt Peak     | Spacewatch          | —         | MPC                           |
| 262694     | 2006 WN192 | 27 nov 2006 | Kitt Peak     | Spacewatch          | —         | MPC                           |
| 262695     | 2006 WP192 | 27 nov 2006 | Kitt Peak     | Spacewatch          | —         | MPC                           |
| 262696     | 2006 WL194 | 27 nov 2006 | Kitt Peak     | Spacewatch          | —         | MPC                           |
| 262697     | 2006 WS194 | 28 nov 2006 | Kitt Peak     | Spacewatch          | —         | MPC                           |
| 262698     | 2006 WY194 | 29 nov 2006 | Socorro       | LINEAR              | Eos       | MPC                           |
| 262699     | 2006 WP198 | 18 nov 2006 | Kitt Peak     | Spacewatch          | —         | MPC                           |
| 262700     | 2006 WX202 | 27 nov 2006 | Mount Lemmon  | Mount Lemmon Survey | —         | MPC                           |

## 262701–262800
| Designação           | Designação | Descoberta  | Descoberta     | Descobridor(es)     | Categoria | Mais informações / Referência |
| Permanente           | Provisória | Data        | Local          | Descobridor(es)     | Categoria | Mais informações / Referência |
| -------------------- | ---------- | ----------- | -------------- | ------------------- | --------- | ----------------------------- |
| 262701               | 2006 WZ202 | 16 nov 2006 | Kitt Peak      | Spacewatch          | —         | MPC                           |
| 262702               | 2006 XS    | 10 dez 2006 | Pla D'Arguines | R. Ferrando         | —         | MPC                           |
| 262703               | 2006 XL3   | 12 dez 2006 | Marly          | P. Kocher           | —         | MPC                           |
| 262704               | 2006 XG4   | 14 dez 2006 | Wildberg       | R. Apitzsch         | —         | MPC                           |
| 262705 Vosne-Romanee | 2006 XH4   | 14 dez 2006 | Vicques        | M. Ory              | —         | MPC                           |
| 262706               | 2006 XS4   | 13 dez 2006 | 7300           | W. K. Y. Yeung      | —         | MPC                           |
| 262707               | 2006 XE5   | 1 dez 2006  | Mount Lemmon   | Mount Lemmon Survey | —         | MPC                           |
| 262708               | 2006 XO6   | 9 dez 2006  | Palomar        | NEAT                | —         | MPC                           |
| 262709               | 2006 XG7   | 9 dez 2006  | Kitt Peak      | Spacewatch          | —         | MPC                           |
| 262710               | 2006 XO7   | 9 dez 2006  | Kitt Peak      | Spacewatch          | —         | MPC                           |
| 262711               | 2006 XT7   | 9 dez 2006  | Palomar        | NEAT                | —         | MPC                           |
| 262712               | 2006 XH8   | 9 dez 2006  | Kitt Peak      | Spacewatch          | —         | MPC                           |
| 262713               | 2006 XD12  | 10 dez 2006 | Kitt Peak      | Spacewatch          | —         | MPC                           |
| 262714               | 2006 XQ14  | 10 dez 2006 | Kitt Peak      | Spacewatch          | —         | MPC                           |
| 262715               | 2006 XT17  | 10 dez 2006 | Kitt Peak      | Spacewatch          | —         | MPC                           |
| 262716               | 2006 XE18  | 10 dez 2006 | Kitt Peak      | Spacewatch          | —         | MPC                           |
| 262717               | 2006 XJ18  | 10 dez 2006 | Kitt Peak      | Spacewatch          | —         | MPC                           |
| 262718               | 2006 XS19  | 11 dez 2006 | Kitt Peak      | Spacewatch          | Maria     | MPC                           |
| 262719               | 2006 XE20  | 11 dez 2006 | Kitt Peak      | Spacewatch          | —         | MPC                           |
| 262720               | 2006 XV20  | 11 dez 2006 | Catalina       | CSS                 | —         | MPC                           |
| 262721               | 2006 XA22  | 12 dez 2006 | Kitt Peak      | Spacewatch          | —         | MPC                           |
| 262722               | 2006 XL24  | 12 dez 2006 | Kitt Peak      | Spacewatch          | —         | MPC                           |
| 262723               | 2006 XM25  | 12 dez 2006 | Mount Lemmon   | Mount Lemmon Survey | Eos       | MPC                           |
| 262724               | 2006 XQ28  | 13 dez 2006 | Catalina       | CSS                 | Mitidika  | MPC                           |
| 262725               | 2006 XV28  | 13 dez 2006 | Socorro        | LINEAR              | —         | MPC                           |
| 262726               | 2006 XY28  | 13 dez 2006 | Mount Lemmon   | Mount Lemmon Survey | Ursula    | MPC                           |
| 262727               | 2006 XL32  | 9 dez 2006  | Kitt Peak      | Spacewatch          | —         | MPC                           |
| 262728               | 2006 XE33  | 11 dez 2006 | Kitt Peak      | Spacewatch          | —         | MPC                           |
| 262729               | 2006 XJ37  | 11 dez 2006 | Kitt Peak      | Spacewatch          | —         | MPC                           |
| 262730               | 2006 XV37  | 11 dez 2006 | Kitt Peak      | Spacewatch          | Brangane  | MPC                           |
| 262731               | 2006 XX37  | 11 dez 2006 | Kitt Peak      | Spacewatch          | —         | MPC                           |
| 262732               | 2006 XP38  | 11 dez 2006 | Kitt Peak      | Spacewatch          | —         | MPC                           |
| 262733               | 2006 XA39  | 11 dez 2006 | Kitt Peak      | Spacewatch          | —         | MPC                           |
| 262734               | 2006 XN39  | 12 dez 2006 | Kitt Peak      | Spacewatch          | —         | MPC                           |
| 262735               | 2006 XW39  | 12 dez 2006 | Kitt Peak      | Spacewatch          | —         | MPC                           |
| 262736               | 2006 XA43  | 12 dez 2006 | Mount Lemmon   | Mount Lemmon Survey | —         | MPC                           |
| 262737               | 2006 XE45  | 13 dez 2006 | Kitt Peak      | Spacewatch          | —         | MPC                           |
| 262738               | 2006 XN45  | 13 dez 2006 | Kitt Peak      | Spacewatch          | —         | MPC                           |
| 262739               | 2006 XU46  | 13 dez 2006 | Catalina       | CSS                 | —         | MPC                           |
| 262740               | 2006 XH47  | 13 dez 2006 | Socorro        | LINEAR              | —         | MPC                           |
| 262741               | 2006 XA49  | 13 dez 2006 | Mount Lemmon   | Mount Lemmon Survey | —         | MPC                           |
| 262742               | 2006 XE49  | 13 dez 2006 | Mount Lemmon   | Mount Lemmon Survey | —         | MPC                           |
| 262743               | 2006 XT49  | 13 dez 2006 | Mount Lemmon   | Mount Lemmon Survey | —         | MPC                           |
| 262744               | 2006 XA50  | 13 dez 2006 | Mount Lemmon   | Mount Lemmon Survey | —         | MPC                           |
| 262745               | 2006 XB51  | 13 dez 2006 | Mount Lemmon   | Mount Lemmon Survey | —         | MPC                           |
| 262746               | 2006 XJ51  | 13 dez 2006 | Kitt Peak      | Spacewatch          | —         | MPC                           |
| 262747               | 2006 XN51  | 14 dez 2006 | Kitt Peak      | Spacewatch          | —         | MPC                           |
| 262748               | 2006 XZ53  | 15 dez 2006 | Socorro        | LINEAR              | —         | MPC                           |
| 262749               | 2006 XU55  | 15 dez 2006 | Mount Lemmon   | Mount Lemmon Survey | Phocaea   | MPC                           |
| 262750               | 2006 XX55  | 13 dez 2006 | Mount Lemmon   | Mount Lemmon Survey | —         | MPC                           |
| 262751               | 2006 XA56  | 13 dez 2006 | Mount Lemmon   | Mount Lemmon Survey | —         | MPC                           |
| 262752               | 2006 XD57  | 13 dez 2006 | Mount Lemmon   | Mount Lemmon Survey | —         | MPC                           |
| 262753               | 2006 XO57  | 14 dez 2006 | Mount Lemmon   | Mount Lemmon Survey | —         | MPC                           |
| 262754               | 2006 XW57  | 14 dez 2006 | Socorro        | LINEAR              | Phocaea   | MPC                           |
| 262755               | 2006 XN58  | 14 dez 2006 | Kitt Peak      | Spacewatch          | —         | MPC                           |
| 262756               | 2006 XE60  | 14 dez 2006 | Kitt Peak      | Spacewatch          | —         | MPC                           |
| 262757               | 2006 XN60  | 14 dez 2006 | Kitt Peak      | Spacewatch          | —         | MPC                           |
| 262758               | 2006 XZ60  | 15 dez 2006 | Socorro        | LINEAR              | Brangane  | MPC                           |
| 262759               | 2006 XD61  | 15 dez 2006 | Mount Lemmon   | Mount Lemmon Survey | Mitidika  | MPC                           |
| 262760               | 2006 XE62  | 15 dez 2006 | Kitt Peak      | Spacewatch          | —         | MPC                           |
| 262761               | 2006 XO64  | 12 dez 2006 | Palomar        | NEAT                | —         | MPC                           |
| 262762               | 2006 XP64  | 12 dez 2006 | Palomar        | NEAT                | —         | MPC                           |
| 262763               | 2006 XH66  | 13 dez 2006 | Catalina       | CSS                 | Meliboea  | MPC                           |
| 262764               | 2006 XE69  | 13 dez 2006 | Kitt Peak      | Spacewatch          | Ursula    | MPC                           |
| 262765               | 2006 XN69  | 15 dez 2006 | Kitt Peak      | Spacewatch          | —         | MPC                           |
| 262766               | 2006 XX69  | 11 dez 2006 | Kitt Peak      | Spacewatch          | —         | MPC                           |
| 262767               | 2006 XY72  | 15 dez 2006 | Kitt Peak      | Spacewatch          | —         | MPC                           |
| 262768               | 2006 YC1   | 16 dez 2006 | Kitt Peak      | Spacewatch          | —         | MPC                           |
| 262769               | 2006 YS4   | 16 dez 2006 | Mount Lemmon   | Mount Lemmon Survey | —         | MPC                           |
| 262770               | 2006 YT4   | 16 dez 2006 | Mount Lemmon   | Mount Lemmon Survey | —         | MPC                           |
| 262771               | 2006 YY5   | 17 dez 2006 | Mount Lemmon   | Mount Lemmon Survey | —         | MPC                           |
| 262772               | 2006 YH7   | 20 dez 2006 | Palomar        | NEAT                | —         | MPC                           |
| 262773               | 2006 YR7   | 20 dez 2006 | Palomar        | NEAT                | Phocaea   | MPC                           |
| 262774               | 2006 YZ7   | 20 dez 2006 | Palomar        | NEAT                | —         | MPC                           |
| 262775               | 2006 YR8   | 20 dez 2006 | Mount Lemmon   | Mount Lemmon Survey | —         | MPC                           |
| 262776               | 2006 YA12  | 22 dez 2006 | Gnosca         | S. Sposetti         | Mitidika  | MPC                           |
| 262777               | 2006 YR12  | 23 dez 2006 | Gnosca         | S. Sposetti         | —         | MPC                           |
| 262778               | 2006 YZ12  | 25 dez 2006 | Gnosca         | S. Sposetti         | Brangane  | MPC                           |
| 262779               | 2006 YM13  | 18 dez 2006 | Socorro        | LINEAR              | Eos       | MPC                           |
| 262780               | 2006 YO13  | 23 dez 2006 | Catalina       | CSS                 | —         | MPC                           |
| 262781               | 2006 YN14  | 25 dez 2006 | Jarnac         | Jarnac Obs.         | —         | MPC                           |
| 262782               | 2006 YF18  | 22 dez 2006 | Socorro        | LINEAR              | —         | MPC                           |
| 262783               | 2006 YL18  | 23 dez 2006 | Mount Lemmon   | Mount Lemmon Survey | —         | MPC                           |
| 262784               | 2006 YS19  | 24 dez 2006 | Kitt Peak      | Spacewatch          | —         | MPC                           |
| 262785               | 2006 YD20  | 20 dez 2006 | Mount Lemmon   | Mount Lemmon Survey | —         | MPC                           |
| 262786               | 2006 YO23  | 21 dez 2006 | Kitt Peak      | Spacewatch          | —         | MPC                           |
| 262787               | 2006 YJ25  | 21 dez 2006 | Kitt Peak      | Spacewatch          | —         | MPC                           |
| 262788               | 2006 YN29  | 21 dez 2006 | Kitt Peak      | Spacewatch          | —         | MPC                           |
| 262789               | 2006 YG34  | 21 dez 2006 | Kitt Peak      | Spacewatch          | —         | MPC                           |
| 262790               | 2006 YK34  | 21 dez 2006 | Kitt Peak      | Spacewatch          | —         | MPC                           |
| 262791               | 2006 YB37  | 21 dez 2006 | Kitt Peak      | Spacewatch          | —         | MPC                           |
| 262792               | 2006 YF38  | 21 dez 2006 | Kitt Peak      | Spacewatch          | —         | MPC                           |
| 262793               | 2006 YC39  | 21 dez 2006 | Kitt Peak      | Spacewatch          | —         | MPC                           |
| 262794               | 2006 YK42  | 22 dez 2006 | Socorro        | LINEAR              | —         | MPC                           |
| 262795               | 2006 YE43  | 24 dez 2006 | Mount Lemmon   | Mount Lemmon Survey | —         | MPC                           |
| 262796               | 2006 YS46  | 21 dez 2006 | Mount Lemmon   | Mount Lemmon Survey | —         | MPC                           |
| 262797               | 2006 YJ47  | 22 dez 2006 | Socorro        | LINEAR              | —         | MPC                           |
| 262798               | 2006 YY48  | 22 dez 2006 | Socorro        | LINEAR              | —         | MPC                           |
| 262799               | 2006 YD50  | 21 dez 2006 | Kitt Peak      | M. W. Buie          | —         | MPC                           |
| 262800               | 2006 YK50  | 21 dez 2006 | Kitt Peak      | M. W. Buie          | —         | MPC                           |

## 262801–262900
| Designação        | Designação | Descoberta  | Descoberta    | Descobridor(es)     | Categoria | Mais informações / Referência |
| Permanente        | Provisória | Data        | Local         | Descobridor(es)     | Categoria | Mais informações / Referência |
| ----------------- | ---------- | ----------- | ------------- | ------------------- | --------- | ----------------------------- |
| 262801            | 2006 YP52  | 16 dez 2006 | Kitt Peak     | Spacewatch          | Brangane  | MPC                           |
| 262802            | 2006 YU53  | 27 dez 2006 | Mount Lemmon  | Mount Lemmon Survey | —         | MPC                           |
| 262803            | 2006 YZ53  | 27 dez 2006 | Mount Lemmon  | Mount Lemmon Survey | —         | MPC                           |
| 262804            | 2006 YE54  | 24 dez 2006 | Kitt Peak     | Spacewatch          | —         | MPC                           |
| 262805            | 2006 YS54  | 27 dez 2006 | Mount Lemmon  | Mount Lemmon Survey | —         | MPC                           |
| 262806            | 2006 YX54  | 27 dez 2006 | Mount Lemmon  | Mount Lemmon Survey | —         | MPC                           |
| 262807            | 2007 AU    | 8 jan 2007  | Mount Lemmon  | Mount Lemmon Survey | —         | MPC                           |
| 262808            | 2007 AW    | 8 jan 2007  | Mount Lemmon  | Mount Lemmon Survey | —         | MPC                           |
| 262809            | 2007 AA5   | 8 jan 2007  | Mount Lemmon  | Mount Lemmon Survey | —         | MPC                           |
| 262810            | 2007 AR5   | 8 jan 2007  | Mount Lemmon  | Mount Lemmon Survey | Maria     | MPC                           |
| 262811            | 2007 AM7   | 9 jan 2007  | Mount Lemmon  | Mount Lemmon Survey | —         | MPC                           |
| 262812            | 2007 AG8   | 10 jan 2007 | Nyukasa       | Mount Nyukasa Stn.  | —         | MPC                           |
| 262813            | 2007 AN8   | 10 jan 2007 | Nyukasa       | Mount Nyukasa Stn.  | —         | MPC                           |
| 262814            | 2007 AR9   | 8 jan 2007  | Kitt Peak     | Spacewatch          | —         | MPC                           |
| 262815            | 2007 AA10  | 8 jan 2007  | Mount Lemmon  | Mount Lemmon Survey | Eos       | MPC                           |
| 262816            | 2007 AM10  | 10 jan 2007 | Kitt Peak     | Spacewatch          | —         | MPC                           |
| 262817            | 2007 AJ14  | 9 jan 2007  | Mount Lemmon  | Mount Lemmon Survey | —         | MPC                           |
| 262818            | 2007 AQ16  | 13 jan 2007 | Socorro       | LINEAR              | —         | MPC                           |
| 262819            | 2007 AQ17  | 15 jan 2007 | Anderson Mesa | LONEOS              | —         | MPC                           |
| 262820            | 2007 AG18  | 8 jan 2007  | Catalina      | CSS                 | —         | MPC                           |
| 262821            | 2007 AH19  | 15 jan 2007 | Anderson Mesa | LONEOS              | —         | MPC                           |
| 262822            | 2007 AL19  | 15 jan 2007 | Catalina      | CSS                 | —         | MPC                           |
| 262823            | 2007 AP19  | 15 jan 2007 | Anderson Mesa | LONEOS              | Phocaea   | MPC                           |
| 262824            | 2007 AB21  | 10 jan 2007 | Mount Lemmon  | Mount Lemmon Survey | —         | MPC                           |
| 262825            | 2007 AD23  | 10 jan 2007 | Mount Lemmon  | Mount Lemmon Survey | —         | MPC                           |
| 262826            | 2007 AM23  | 10 jan 2007 | Mount Lemmon  | Mount Lemmon Survey | —         | MPC                           |
| 262827            | 2007 AN23  | 10 jan 2007 | Mount Lemmon  | Mount Lemmon Survey | —         | MPC                           |
| 262828            | 2007 AN27  | 10 jan 2007 | Mount Lemmon  | Mount Lemmon Survey | —         | MPC                           |
| 262829            | 2007 AO27  | 8 jan 2007  | Kitt Peak     | Spacewatch          | —         | MPC                           |
| 262830            | 2007 AY28  | 10 jan 2007 | Mount Lemmon  | Mount Lemmon Survey | —         | MPC                           |
| 262831            | 2007 AW29  | 10 jan 2007 | Mount Lemmon  | Mount Lemmon Survey | —         | MPC                           |
| 262832            | 2007 BP    | 16 jan 2007 | Socorro       | LINEAR              | —         | MPC                           |
| 262833            | 2007 BD1   | 16 jan 2007 | Catalina      | CSS                 | —         | MPC                           |
| 262834            | 2007 BY1   | 16 jan 2007 | Mount Lemmon  | Mount Lemmon Survey | —         | MPC                           |
| 262835            | 2007 BE2   | 16 jan 2007 | Catalina      | CSS                 | —         | MPC                           |
| 262836            | 2007 BN3   | 16 jan 2007 | Socorro       | LINEAR              | —         | MPC                           |
| 262837            | 2007 BP3   | 16 jan 2007 | Anderson Mesa | LONEOS              | —         | MPC                           |
| 262838            | 2007 BM4   | 16 jan 2007 | Catalina      | CSS                 | —         | MPC                           |
| 262839            | 2007 BF5   | 17 jan 2007 | Palomar       | NEAT                | —         | MPC                           |
| 262840            | 2007 BM5   | 17 jan 2007 | Catalina      | CSS                 | —         | MPC                           |
| 262841            | 2007 BB6   | 17 jan 2007 | Palomar       | NEAT                | —         | MPC                           |
| 262842            | 2007 BT6   | 17 jan 2007 | Palomar       | NEAT                | —         | MPC                           |
| 262843            | 2007 BO8   | 16 jan 2007 | Catalina      | CSS                 | —         | MPC                           |
| 262844            | 2007 BQ10  | 17 jan 2007 | Kitt Peak     | Spacewatch          | —         | MPC                           |
| 262845            | 2007 BL12  | 17 jan 2007 | Kitt Peak     | Spacewatch          | —         | MPC                           |
| 262846            | 2007 BX16  | 17 jan 2007 | Palomar       | NEAT                | —         | MPC                           |
| 262847            | 2007 BR17  | 17 jan 2007 | Kitt Peak     | Spacewatch          | —         | MPC                           |
| 262848            | 2007 BT17  | 17 jan 2007 | Palomar       | NEAT                | —         | MPC                           |
| 262849            | 2007 BC19  | 18 jan 2007 | Palomar       | NEAT                | —         | MPC                           |
| 262850            | 2007 BK19  | 21 jan 2007 | Socorro       | LINEAR              | —         | MPC                           |
| 262851            | 2007 BT19  | 23 jan 2007 | Anderson Mesa | LONEOS              | —         | MPC                           |
| 262852            | 2007 BN20  | 23 jan 2007 | Anderson Mesa | LONEOS              | —         | MPC                           |
| 262853            | 2007 BF21  | 23 jan 2007 | Socorro       | LINEAR              | —         | MPC                           |
| 262854            | 2007 BQ30  | 25 jan 2007 | Kitt Peak     | Spacewatch          | —         | MPC                           |
| 262855            | 2007 BS31  | 23 jan 2007 | Socorro       | LINEAR              | Phocaea   | MPC                           |
| 262856            | 2007 BP33  | 24 jan 2007 | Mount Lemmon  | Mount Lemmon Survey | Brangane  | MPC                           |
| 262857            | 2007 BV33  | 24 jan 2007 | Mount Lemmon  | Mount Lemmon Survey | —         | MPC                           |
| 262858            | 2007 BR34  | 24 jan 2007 | Mount Lemmon  | Mount Lemmon Survey | —         | MPC                           |
| 262859            | 2007 BG35  | 24 jan 2007 | Socorro       | LINEAR              | —         | MPC                           |
| 262860            | 2007 BS36  | 24 jan 2007 | Socorro       | LINEAR              | —         | MPC                           |
| 262861            | 2007 BG38  | 24 jan 2007 | Catalina      | CSS                 | —         | MPC                           |
| 262862            | 2007 BS38  | 24 jan 2007 | Catalina      | CSS                 | —         | MPC                           |
| 262863            | 2007 BY38  | 24 jan 2007 | Kitt Peak     | Spacewatch          | —         | MPC                           |
| 262864            | 2007 BG39  | 24 jan 2007 | Mount Lemmon  | Mount Lemmon Survey | —         | MPC                           |
| 262865            | 2007 BZ40  | 24 jan 2007 | Mount Lemmon  | Mount Lemmon Survey | —         | MPC                           |
| 262866            | 2007 BD47  | 26 jan 2007 | Kitt Peak     | Spacewatch          | —         | MPC                           |
| 262867            | 2007 BH48  | 26 jan 2007 | Kitt Peak     | Spacewatch          | —         | MPC                           |
| 262868            | 2007 BS48  | 26 jan 2007 | Kitt Peak     | Spacewatch          | —         | MPC                           |
| 262869            | 2007 BD49  | 26 jan 2007 | Kitt Peak     | Spacewatch          | Brangane  | MPC                           |
| 262870            | 2007 BM50  | 23 jan 2007 | Socorro       | LINEAR              | —         | MPC                           |
| 262871            | 2007 BB51  | 24 jan 2007 | Kitt Peak     | Spacewatch          | —         | MPC                           |
| 262872            | 2007 BJ58  | 24 jan 2007 | Catalina      | CSS                 | —         | MPC                           |
| 262873            | 2007 BR58  | 24 jan 2007 | Catalina      | CSS                 | —         | MPC                           |
| 262874            | 2007 BV58  | 24 jan 2007 | Catalina      | CSS                 | —         | MPC                           |
| 262875            | 2007 BD62  | 27 jan 2007 | Mount Lemmon  | Mount Lemmon Survey | —         | MPC                           |
| 262876 Davidlynch | 2007 BL73  | 21 jan 2007 | Nogales       | J.-C. Merlin        | —         | MPC                           |
| 262877            | 2007 BM74  | 17 jan 2007 | Kitt Peak     | Spacewatch          | —         | MPC                           |
| 262878            | 2007 BV74  | 27 jan 2007 | Mount Lemmon  | Mount Lemmon Survey | —         | MPC                           |
| 262879            | 2007 BC75  | 27 jan 2007 | Kitt Peak     | Spacewatch          | —         | MPC                           |
| 262880            | 2007 BT75  | 17 jan 2007 | Kitt Peak     | Spacewatch          | —         | MPC                           |
| 262881            | 2007 BE78  | 28 jan 2007 | Mount Lemmon  | Mount Lemmon Survey | —         | MPC                           |
| 262882            | 2007 BA80  | 24 jan 2007 | Catalina      | CSS                 | —         | MPC                           |
| 262883            | 2007 CX1   | 6 fev 2007  | Kitt Peak     | Spacewatch          | —         | MPC                           |
| 262884            | 2007 CQ2   | 6 fev 2007  | Kitt Peak     | Spacewatch          | —         | MPC                           |
| 262885            | 2007 CM5   | 7 fev 2007  | Catalina      | CSS                 | —         | MPC                           |
| 262886            | 2007 CK7   | 6 fev 2007  | Kitt Peak     | Spacewatch          | —         | MPC                           |
| 262887            | 2007 CD10  | 6 fev 2007  | Mount Lemmon  | Mount Lemmon Survey | —         | MPC                           |
| 262888            | 2007 CG13  | 6 fev 2007  | Lulin         | H.-C. Lin, Q.-z. Ye | —         | MPC                           |
| 262889            | 2007 CW14  | 7 fev 2007  | Mount Lemmon  | Mount Lemmon Survey | —         | MPC                           |
| 262890            | 2007 CJ17  | 8 fev 2007  | Mount Lemmon  | Mount Lemmon Survey | —         | MPC                           |
| 262891            | 2007 CM17  | 8 fev 2007  | Mount Lemmon  | Mount Lemmon Survey | —         | MPC                           |
| 262892            | 2007 CA20  | 6 fev 2007  | Palomar       | NEAT                | —         | MPC                           |
| 262893            | 2007 CP20  | 6 fev 2007  | Mount Lemmon  | Mount Lemmon Survey | —         | MPC                           |
| 262894            | 2007 CU21  | 6 fev 2007  | Palomar       | NEAT                | —         | MPC                           |
| 262895            | 2007 CB23  | 6 fev 2007  | Mount Lemmon  | Mount Lemmon Survey | —         | MPC                           |
| 262896            | 2007 CH25  | 8 fev 2007  | Kitt Peak     | Spacewatch          | —         | MPC                           |
| 262897            | 2007 CA30  | 6 fev 2007  | Mount Lemmon  | Mount Lemmon Survey | —         | MPC                           |
| 262898            | 2007 CX33  | 6 fev 2007  | Mount Lemmon  | Mount Lemmon Survey | —         | MPC                           |
| 262899            | 2007 CF40  | 6 fev 2007  | Mount Lemmon  | Mount Lemmon Survey | Phocaea   | MPC                           |
| 262900            | 2007 CF42  | 7 fev 2007  | Mount Lemmon  | Mount Lemmon Survey | —         | MPC                           |

## 262901–263000
| Designação            | Designação | Descoberta  | Descoberta           | Descobridor(es)      | Categoria | Mais informações / Referência |
| Permanente            | Provisória | Data        | Local                | Descobridor(es)      | Categoria | Mais informações / Referência |
| --------------------- | ---------- | ----------- | -------------------- | -------------------- | --------- | ----------------------------- |
| 262901                | 2007 CV42  | 7 fev 2007  | Mount Lemmon         | Mount Lemmon Survey  | —         | MPC                           |
| 262902                | 2007 CQ44  | 8 fev 2007  | Palomar              | NEAT                 | —         | MPC                           |
| 262903                | 2007 CC46  | 8 fev 2007  | Palomar              | NEAT                 | Phocaea   | MPC                           |
| 262904                | 2007 CE46  | 8 fev 2007  | Palomar              | NEAT                 | —         | MPC                           |
| 262905                | 2007 CS46  | 8 fev 2007  | Palomar              | NEAT                 | —         | MPC                           |
| 262906                | 2007 CT46  | 8 fev 2007  | Palomar              | NEAT                 | —         | MPC                           |
| 262907                | 2007 CV46  | 8 fev 2007  | Palomar              | NEAT                 | —         | MPC                           |
| 262908                | 2007 CU50  | 13 fev 2007 | Catalina             | CSS                  | Phocaea   | MPC                           |
| 262909                | 2007 CA51  | 11 fev 2007 | Cordell-Lorenz       | D. T. Durig          | —         | MPC                           |
| 262910                | 2007 CL51  | 15 fev 2007 | Vicques              | M. Ory               | —         | MPC                           |
| 262911                | 2007 CE52  | 9 fev 2007  | Catalina             | CSS                  | —         | MPC                           |
| 262912                | 2007 CW52  | 13 fev 2007 | Mount Lemmon         | Mount Lemmon Survey  | Pallas    | MPC                           |
| 262913                | 2007 CF53  | 13 fev 2007 | Socorro              | LINEAR               | —         | MPC                           |
| 262914                | 2007 CW54  | 15 fev 2007 | Bergisch Gladbach    | W. Bickel            | —         | MPC                           |
| 262915                | 2007 CZ54  | 10 fev 2007 | Catalina             | CSS                  | —         | MPC                           |
| 262916                | 2007 CK58  | 9 fev 2007  | Catalina             | CSS                  | —         | MPC                           |
| 262917                | 2007 CC61  | 13 fev 2007 | Socorro              | LINEAR               | —         | MPC                           |
| 262918                | 2007 CA62  | 10 fev 2007 | Catalina             | CSS                  | Juno      | MPC                           |
| 262919                | 2007 CB64  | 15 fev 2007 | Great Shefford       | P. Birtwhistle       | —         | MPC                           |
| 262920                | 2007 CN64  | 8 fev 2007  | Kitt Peak            | Spacewatch           | —         | MPC                           |
| 262921                | 2007 CR64  | 10 fev 2007 | Mount Lemmon         | Mount Lemmon Survey  | —         | MPC                           |
| 262922                | 2007 CH65  | 13 fev 2007 | Mount Lemmon         | Mount Lemmon Survey  | —         | MPC                           |
| 262923                | 2007 DD2   | 16 fev 2007 | Catalina             | CSS                  | —         | MPC                           |
| 262924                | 2007 DH4   | 16 fev 2007 | Mount Lemmon         | Mount Lemmon Survey  | —         | MPC                           |
| 262925                | 2007 DS4   | 17 fev 2007 | Kitt Peak            | Spacewatch           | —         | MPC                           |
| 262926                | 2007 DA7   | 16 fev 2007 | Catalina             | CSS                  | —         | MPC                           |
| 262927                | 2007 DQ8   | 17 fev 2007 | Kitt Peak            | Spacewatch           | —         | MPC                           |
| 262928                | 2007 DQ9   | 17 fev 2007 | Kitt Peak            | Spacewatch           | —         | MPC                           |
| 262929                | 2007 DS9   | 17 fev 2007 | Socorro              | LINEAR               | —         | MPC                           |
| 262930                | 2007 DF12  | 16 fev 2007 | Palomar              | NEAT                 | —         | MPC                           |
| 262931                | 2007 DM12  | 16 fev 2007 | Catalina             | CSS                  | —         | MPC                           |
| 262932                | 2007 DB17  | 17 fev 2007 | Kitt Peak            | Spacewatch           | —         | MPC                           |
| 262933                | 2007 DY17  | 17 fev 2007 | Kitt Peak            | Spacewatch           | —         | MPC                           |
| 262934                | 2007 DO19  | 17 fev 2007 | Kitt Peak            | Spacewatch           | —         | MPC                           |
| 262935                | 2007 DW19  | 17 fev 2007 | Kitt Peak            | Spacewatch           | —         | MPC                           |
| 262936                | 2007 DJ21  | 17 fev 2007 | Kitt Peak            | Spacewatch           | —         | MPC                           |
| 262937                | 2007 DG25  | 17 fev 2007 | Kitt Peak            | Spacewatch           | —         | MPC                           |
| 262938                | 2007 DK27  | 17 fev 2007 | Kitt Peak            | Spacewatch           | —         | MPC                           |
| 262939                | 2007 DY28  | 17 fev 2007 | Kitt Peak            | Spacewatch           | —         | MPC                           |
| 262940                | 2007 DT30  | 17 fev 2007 | Kitt Peak            | Spacewatch           | —         | MPC                           |
| 262941                | 2007 DC31  | 17 fev 2007 | Kitt Peak            | Spacewatch           | —         | MPC                           |
| 262942                | 2007 DO32  | 17 fev 2007 | Kitt Peak            | Spacewatch           | —         | MPC                           |
| 262943                | 2007 DA33  | 17 fev 2007 | Kitt Peak            | Spacewatch           | —         | MPC                           |
| 262944                | 2007 DH37  | 17 fev 2007 | Kitt Peak            | Spacewatch           | —         | MPC                           |
| 262945                | 2007 DT41  | 16 fev 2007 | Mount Lemmon         | Mount Lemmon Survey  | —         | MPC                           |
| 262946                | 2007 DB43  | 17 fev 2007 | Mount Lemmon         | Mount Lemmon Survey  | —         | MPC                           |
| 262947                | 2007 DT45  | 21 fev 2007 | Kitt Peak            | Spacewatch           | —         | MPC                           |
| 262948                | 2007 DG48  | 21 fev 2007 | Mount Lemmon         | Mount Lemmon Survey  | —         | MPC                           |
| 262949                | 2007 DE51  | 17 fev 2007 | Kitt Peak            | Spacewatch           | —         | MPC                           |
| 262950                | 2007 DK52  | 19 fev 2007 | Kitt Peak            | Spacewatch           | —         | MPC                           |
| 262951                | 2007 DN58  | 21 fev 2007 | Kitt Peak            | Spacewatch           | —         | MPC                           |
| 262952                | 2007 DC60  | 23 fev 2007 | Catalina             | CSS                  | —         | MPC                           |
| 262953                | 2007 DL75  | 21 fev 2007 | Kitt Peak            | Spacewatch           | —         | MPC                           |
| 262954                | 2007 DN75  | 21 fev 2007 | Kitt Peak            | Spacewatch           | —         | MPC                           |
| 262955                | 2007 DC76  | 21 fev 2007 | Kitt Peak            | Spacewatch           | —         | MPC                           |
| 262956                | 2007 DA77  | 22 fev 2007 | Catalina             | CSS                  | —         | MPC                           |
| 262957                | 2007 DQ77  | 22 fev 2007 | Kitt Peak            | Spacewatch           | —         | MPC                           |
| 262958                | 2007 DC78  | 23 fev 2007 | Catalina             | CSS                  | —         | MPC                           |
| 262959                | 2007 DN84  | 22 fev 2007 | Calvin-Rehoboth      | Calvin–Rehoboth Obs. | —         | MPC                           |
| 262960                | 2007 DY88  | 23 fev 2007 | Kitt Peak            | Spacewatch           | —         | MPC                           |
| 262961                | 2007 DT90  | 23 fev 2007 | Kitt Peak            | Spacewatch           | —         | MPC                           |
| 262962                | 2007 DY91  | 23 fev 2007 | Mount Lemmon         | Mount Lemmon Survey  | —         | MPC                           |
| 262963                | 2007 DH95  | 23 fev 2007 | Kitt Peak            | Spacewatch           | —         | MPC                           |
| 262964                | 2007 DH96  | 23 fev 2007 | Mount Lemmon         | Mount Lemmon Survey  | —         | MPC                           |
| 262965                | 2007 DR99  | 25 fev 2007 | Mount Lemmon         | Mount Lemmon Survey  | —         | MPC                           |
| 262966                | 2007 DO101 | 26 fev 2007 | Catalina             | CSS                  | —         | MPC                           |
| 262967                | 2007 DT105 | 17 fev 2007 | Kitt Peak            | Spacewatch           | —         | MPC                           |
| 262968                | 2007 DO115 | 21 fev 2007 | Mount Lemmon         | Mount Lemmon Survey  | —         | MPC                           |
| 262969                | 2007 DN116 | 16 fev 2007 | Catalina             | CSS                  | —         | MPC                           |
| 262970                | 2007 EB1   | 6 mar 2007  | Palomar              | NEAT                 | —         | MPC                           |
| 262971                | 2007 EH9   | 9 mar 2007  | Mount Lemmon         | Mount Lemmon Survey  | Brangane  | MPC                           |
| 262972 Petermansfield | 2007 ER9   | 9 mar 2007  | Vallemare di Borbona | V. S. Casulli        | —         | MPC                           |
| 262973                | 2007 ET10  | 9 mar 2007  | Kitt Peak            | Spacewatch           | —         | MPC                           |
| 262974                | 2007 EK12  | 9 mar 2007  | Palomar              | NEAT                 | —         | MPC                           |
| 262975                | 2007 EK14  | 9 mar 2007  | Palomar              | NEAT                 | —         | MPC                           |
| 262976                | 2007 EV16  | 9 mar 2007  | Kitt Peak            | Spacewatch           | —         | MPC                           |
| 262977                | 2007 EX17  | 9 mar 2007  | Mount Lemmon         | Mount Lemmon Survey  | Brangane  | MPC                           |
| 262978                | 2007 EN19  | 10 mar 2007 | Mount Lemmon         | Mount Lemmon Survey  | —         | MPC                           |
| 262979                | 2007 EL24  | 10 mar 2007 | Mount Lemmon         | Mount Lemmon Survey  | —         | MPC                           |
| 262980                | 2007 EE25  | 10 mar 2007 | Mount Lemmon         | Mount Lemmon Survey  | —         | MPC                           |
| 262981                | 2007 EJ30  | 9 mar 2007  | Palomar              | NEAT                 | —         | MPC                           |
| 262982                | 2007 EG31  | 10 mar 2007 | Kitt Peak            | Spacewatch           | —         | MPC                           |
| 262983                | 2007 EK43  | 9 mar 2007  | Kitt Peak            | Spacewatch           | —         | MPC                           |
| 262984                | 2007 EX43  | 9 mar 2007  | Kitt Peak            | Spacewatch           | —         | MPC                           |
| 262985                | 2007 EG46  | 9 mar 2007  | Mount Lemmon         | Mount Lemmon Survey  | —         | MPC                           |
| 262986                | 2007 EC48  | 9 mar 2007  | Kitt Peak            | Spacewatch           | —         | MPC                           |
| 262987                | 2007 EA54  | 11 mar 2007 | Kitt Peak            | Spacewatch           | —         | MPC                           |
| 262988                | 2007 EJ62  | 10 mar 2007 | Kitt Peak            | Spacewatch           | —         | MPC                           |
| 262989                | 2007 ER70  | 10 mar 2007 | Kitt Peak            | Spacewatch           | —         | MPC                           |
| 262990                | 2007 EP80  | 11 mar 2007 | Kitt Peak            | Spacewatch           | —         | MPC                           |
| 262991                | 2007 EA83  | 12 mar 2007 | Kitt Peak            | Spacewatch           | —         | MPC                           |
| 262992                | 2007 EC90  | 9 mar 2007  | Mount Lemmon         | Mount Lemmon Survey  | —         | MPC                           |
| 262993                | 2007 EE90  | 9 mar 2007  | Mount Lemmon         | Mount Lemmon Survey  | —         | MPC                           |
| 262994                | 2007 EJ92  | 10 mar 2007 | Kitt Peak            | Spacewatch           | —         | MPC                           |
| 262995                | 2007 EP97  | 11 mar 2007 | Kitt Peak            | Spacewatch           | —         | MPC                           |
| 262996                | 2007 EU98  | 11 mar 2007 | Kitt Peak            | Spacewatch           | —         | MPC                           |
| 262997                | 2007 EK106 | 11 mar 2007 | Kitt Peak            | Spacewatch           | —         | MPC                           |
| 262998                | 2007 EW106 | 11 mar 2007 | Anderson Mesa        | LONEOS               | —         | MPC                           |
| 262999                | 2007 EP109 | 11 mar 2007 | Kitt Peak            | Spacewatch           | —         | MPC                           |
| 263000                | 2007 ET109 | 11 mar 2007 | Kitt Peak            | Spacewatch           | —         | MPC                           |